# Ford Fiesta
Ford Fiesta (укр. Форд Фієста) — сімейство компактних автомобілів, що виробляє «Ford» в Європі, також в Бразилії, Мексиці, Китаї, Індії та ПАР. Фієста є одним з найвдаліших автомобілів Корпорації Форд, що виготовлявся з 1976 до 2023 року.

## Історія
На початку 1970-тих, в Європі зростала потреба в якісному, маленькому авто для міста. Навіть найменша, на той час, модель Форда — Ескорт (Escort), не задовільняла тогочасні потреби. Наслідки енергетичної кризи 1973 також давались взнаки. 
Форд потребував маленьке авто для зайняття перспективної ніші та конкуренції з  Fiat 127 та Renault 5. Після численних досліджень та проектувань проект «Bobcat», метою якого було створити авто дешевше за Форд — Ескорт, дав свій результат.
Виробники обирали назву з переліку: Аміго, Бембі, Бебе, Браво, Болеро, Чері, Темпо, Чіко, Фієста, Форіто, Метро, Поні та Сієра. Більшість експертів схилялись до назви «Браво», Генрі Форд ІІ особисто віддав перевагу назві «Фієста»

## Перше покоління (MkI; 1976—1983)
Фієста MkI була запущена у виробництво у 1976 році. Для компанії Форд автомобіль став проривом, оскільки став першим  успішним передньопривідним автомобілем. Також, Фієста стала першою новою моделлю після 5 річної перерви, викликаною кризою. Модель продавали в усьому світі, в тому числі  США (1978—1980). У Комплектацію входила 4-ох швидкісна трансмісія і двигун Ford Kent OHV. Виробництво містилось на новому заводі компанії у Валенсії. Заводи Форда в Дагенхемі (Англія) і Кельні (Німеччина), також були задіяні у виробництві Фієсти.
Успіх Фієсти був неймовірним, мільйонний автомобіль був випущений вже 9 січня 1979 року. Наявними були такі бензинові двигуни — 1,0 л, 1,1 л, і 1,3 л. Комплектації теж різнились — Popular, Popular-Plus, L, S, Supersport, Ghia, XR2. Версія XR2 відрізнялась зміненим екстер’єром, з новими фарами і пластиковим обвісом, а також спортивним двигуном, об’ємом 1.6 літри, що  розвивав 84 к.с..
Всього виготовлено 2'937'133 автомобілів.

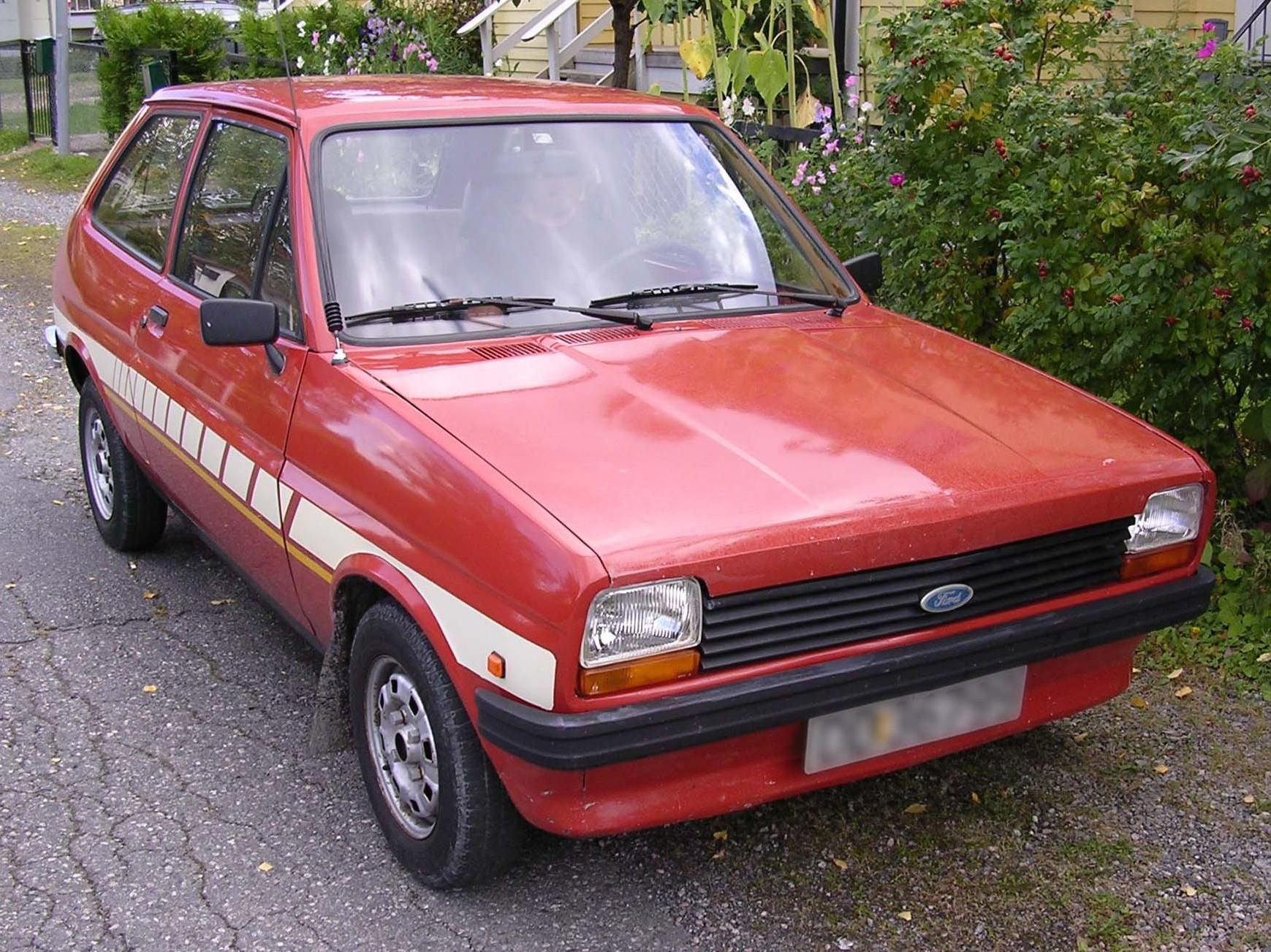
Форд Фієста Mk1 (1981—1983)
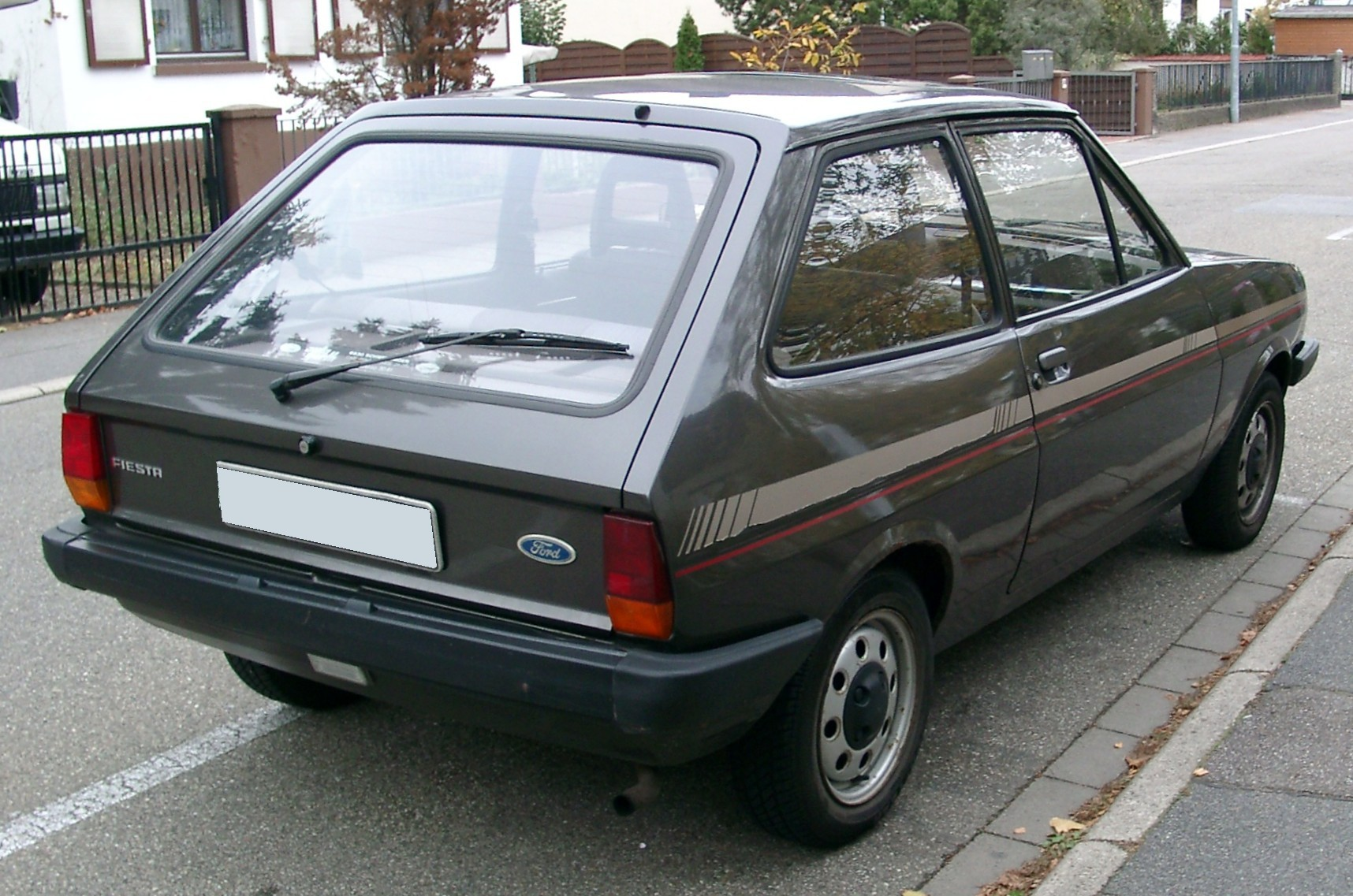
Форд Фієста Mk1 (1981—1983)

### Двигуни
- 0,957 л Kent/Valencia I4 40 к.с.
- 1,117 л Kent/Valencia I4 53 к.с.
- 1,298 л Kent/Crossflow I4 66 к.с.
- 1,597 л Kent/Crossflow I4 84 к.с.

## Друге покоління (MkII; 1983—1989)

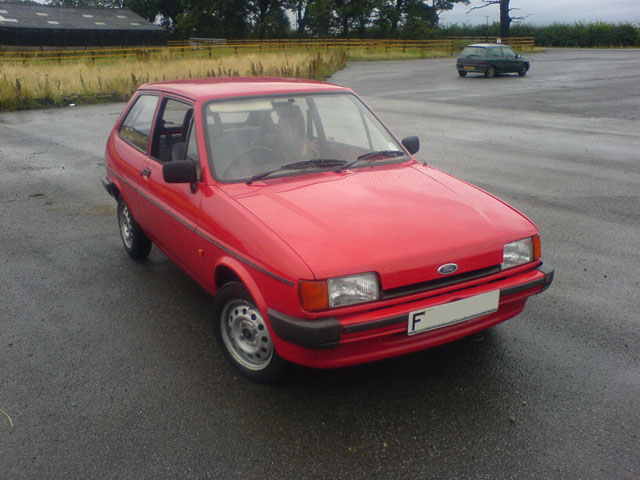
Форд Фієста Mk2

Друге покоління Mark II Фієсти з’явилось наприкінці 1983 році і було перелицьованою моделлю MK1. Двигун об’ємом 1.4 л замінив 1.3 л, а 1.1 літровий двигун тепер міг розганяти машину до 95 миль/год.
Фієста з варіатором, таким ж як і на Fiat Uno, появилась лише до 1987 року.
Одною з дивних властивостей другої серії було те, що в залежності від комплектації змінювався не лише двигун та оббивка сидінь, але і вся передня панель, включаючи приборну панель. Популярний як серед чоловіків, так і серед жінок, Форд Фієста залишався найкращим автомобілем за продажами у Великій Британії до кінця 80-х років. В інших країнах Європи продажі також залишались на високому рівні і тільки з появою нових гравців ринку, таких як Opel Corsa, попит почав потрохи падати.

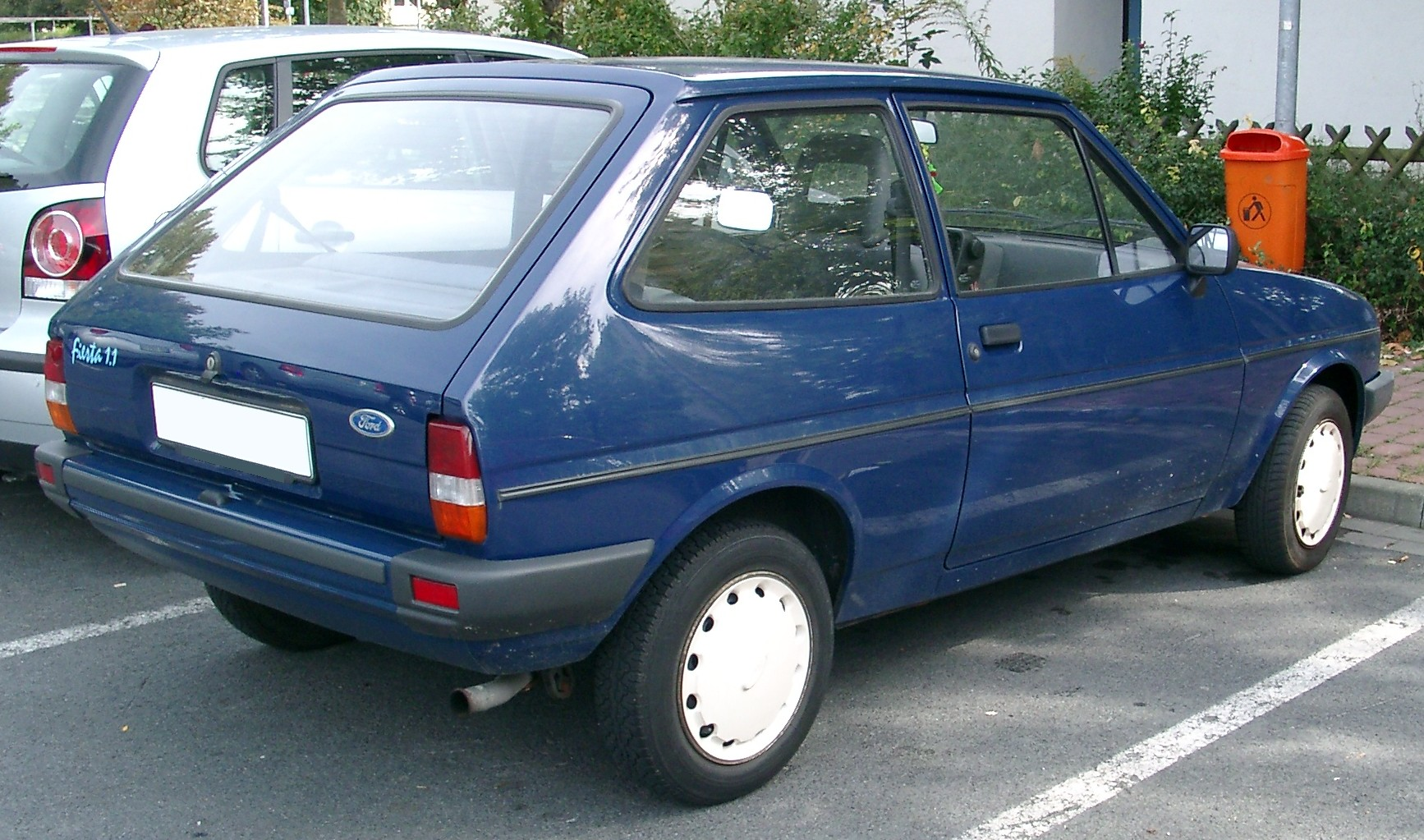
Форд Фієста Mk2

### Двигуни
- 0,957 л Kent/Valencia I4 40-45 к.с.
- 1,117 л Kent/Valencia I4 50-53 к.с.
- 1,297 л Kent/Valencia I4 66 к.с.
- 1,296 л CVH I4 69 к.с.
- 1,392 л CVH I4 73 к.с.
- 1,597 л CVH I4 84-96 к.с.
- 1,608 л Diesel I4 54 к.с.

## Третє покоління (MkIII; BE13; 1989—1997)

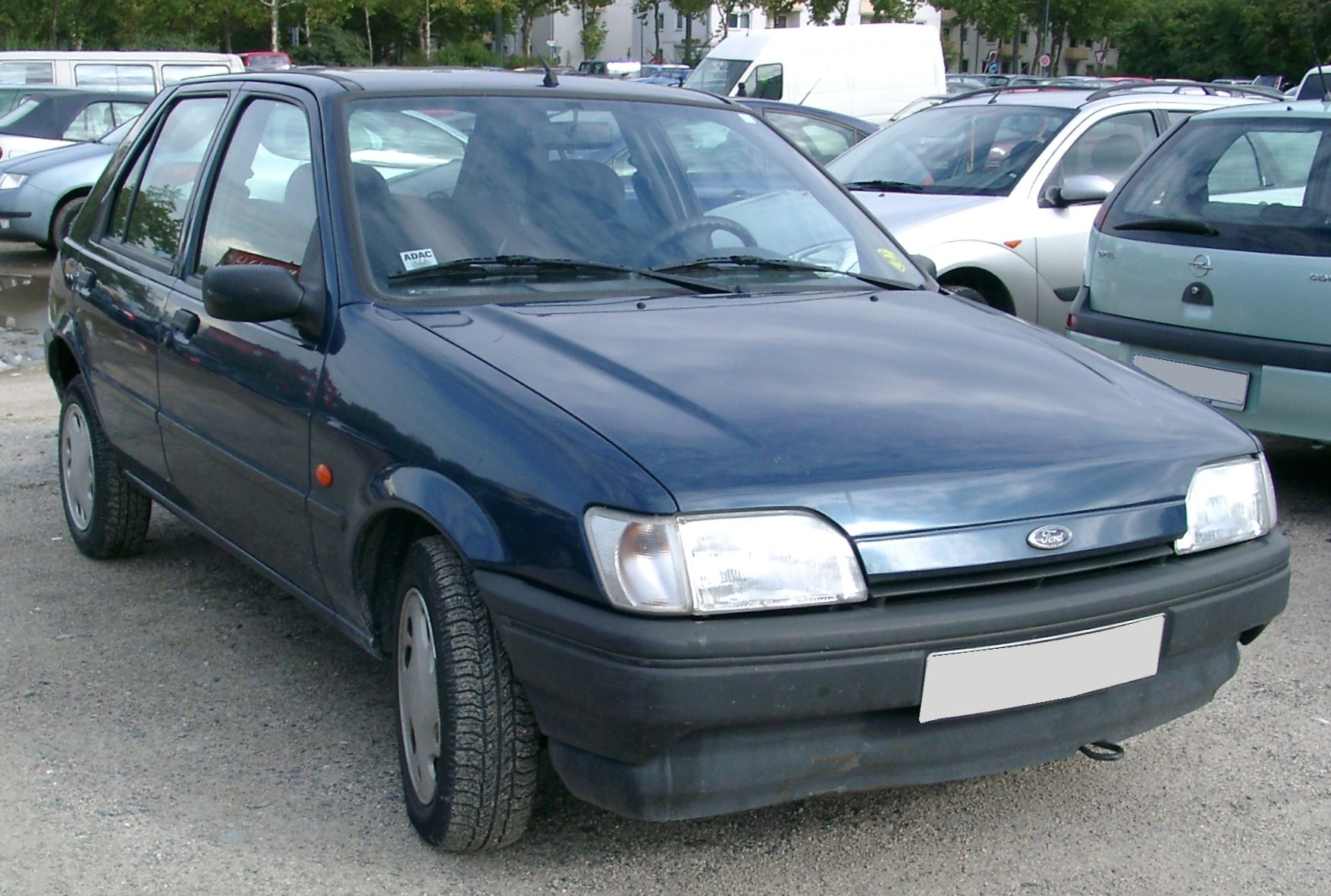
Форд Фієста Mk3

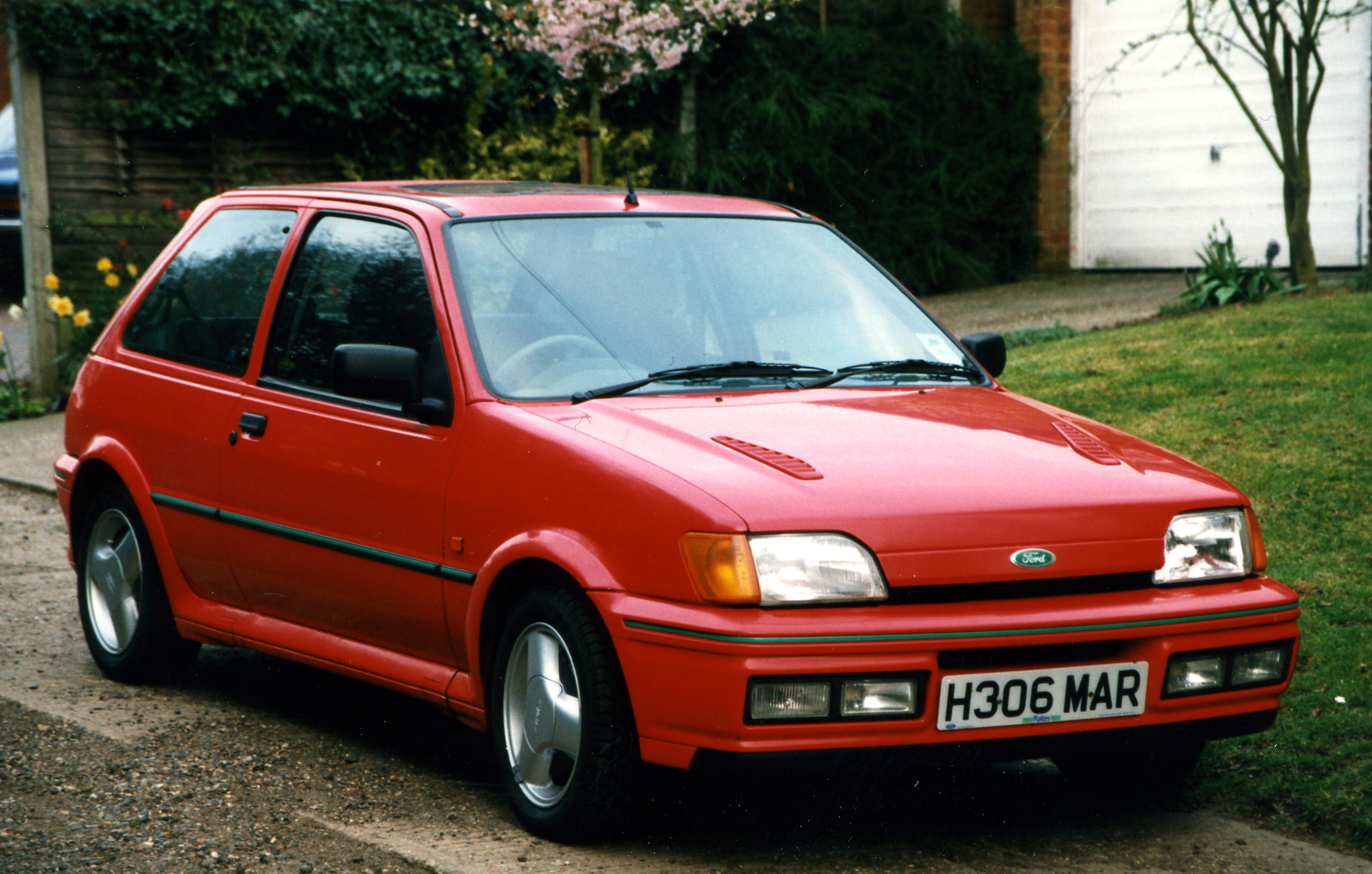
Ford Fiesta RS Turbo

Запущена в 1989 році третя серія Mark III була практично тим самим автомобілем в технічному плані, але мала вже зовсім новий кузов. Більш того, було усунено слабе місце моделі, а саме відсутність 5ти дверної модифікації. Нарешті з’явився вприск палива на версії XR2, яка стала тепер позначатись як XR2i, оновився двигун, який випускався з двома об’ємами 1,0 і 1,1 л. Коробка передач залишилась без змін, що погано вплинуло в конкурентній боротьбі з суперниками, авто залишалось байдуже до швидкісної їзди, навіть незважаючи на перероблену підвіску. Однак, все це мало зупиняло покупців, які купили 2 000 000 екземплярів з нової серії всього за 2 роки.
В 90-х роках комплектація Фієсти була значно покращена, на найбільш дорогих версіях з’явилась ABS, электросклопідйомники, центральний замок, а пізніше і подушки безпеки для водія та переднього пасажира. З’явилась дизельна модифікація з двигуном від Форд Ескорт, а також вантажопасажирська версія під назвою Ford Courier.
В кінці 1994 року модифікація XR2 була замінена на менш спортивну версію ST з двигуном Zetec об’ємом 1,4 або 1,6 літри.
Зміни, внесені в конструкцію двигуна ще в 1992 році, допомогли Фієсті третього покоління залишатись повністю конкурентним автомобілем аж до кінця її виробництва, і навіть після появи 4го покоління в 1995 році, Фієста 3-ї серії продавалась дрібними серіями під назвою Фієста Класик аж до 1997 року. Пізніше, на основі 3ей генерації був створений новий міський автомобіль — Ford Ka.

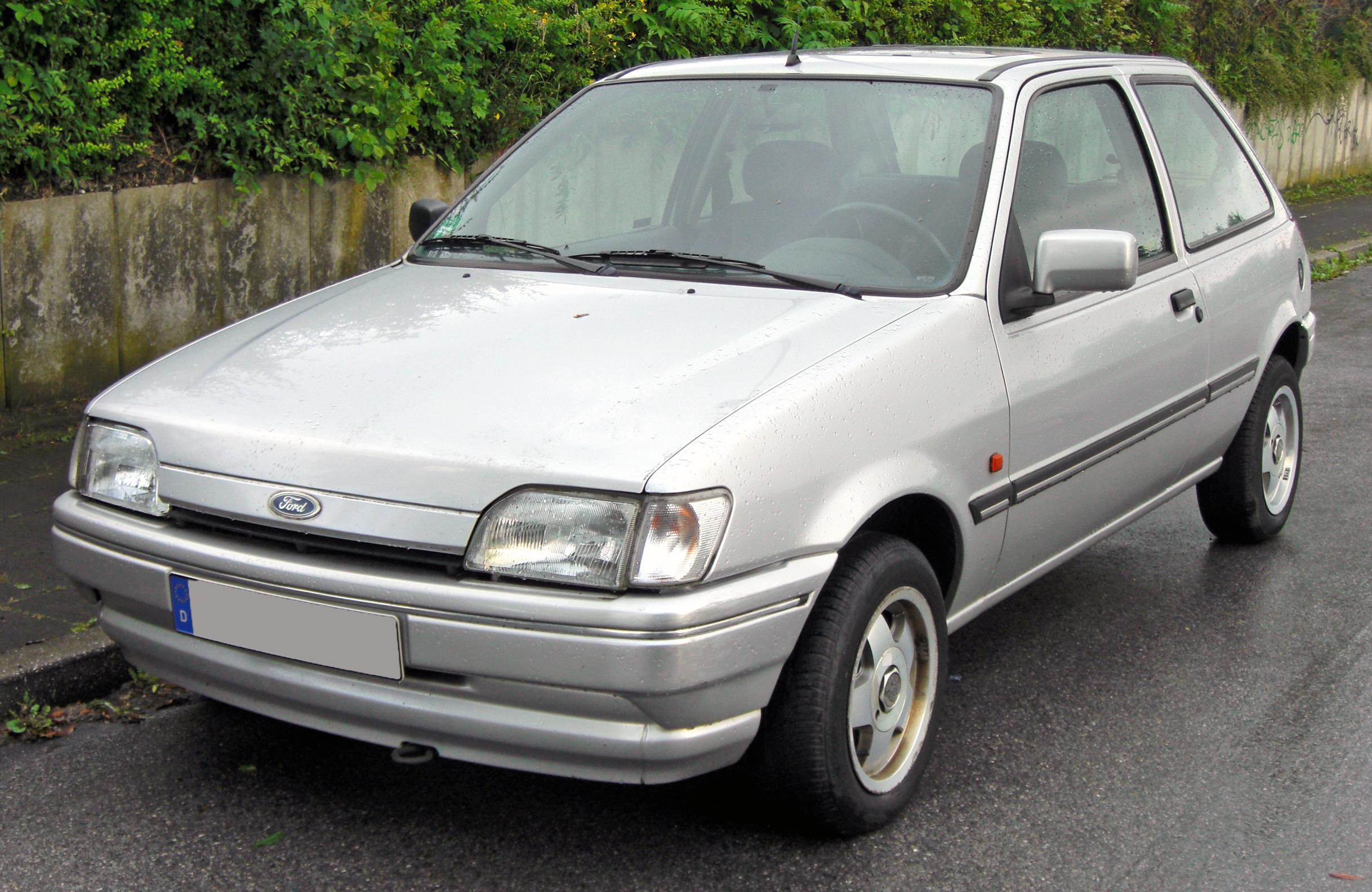
Форд Фієста Mk3 3д
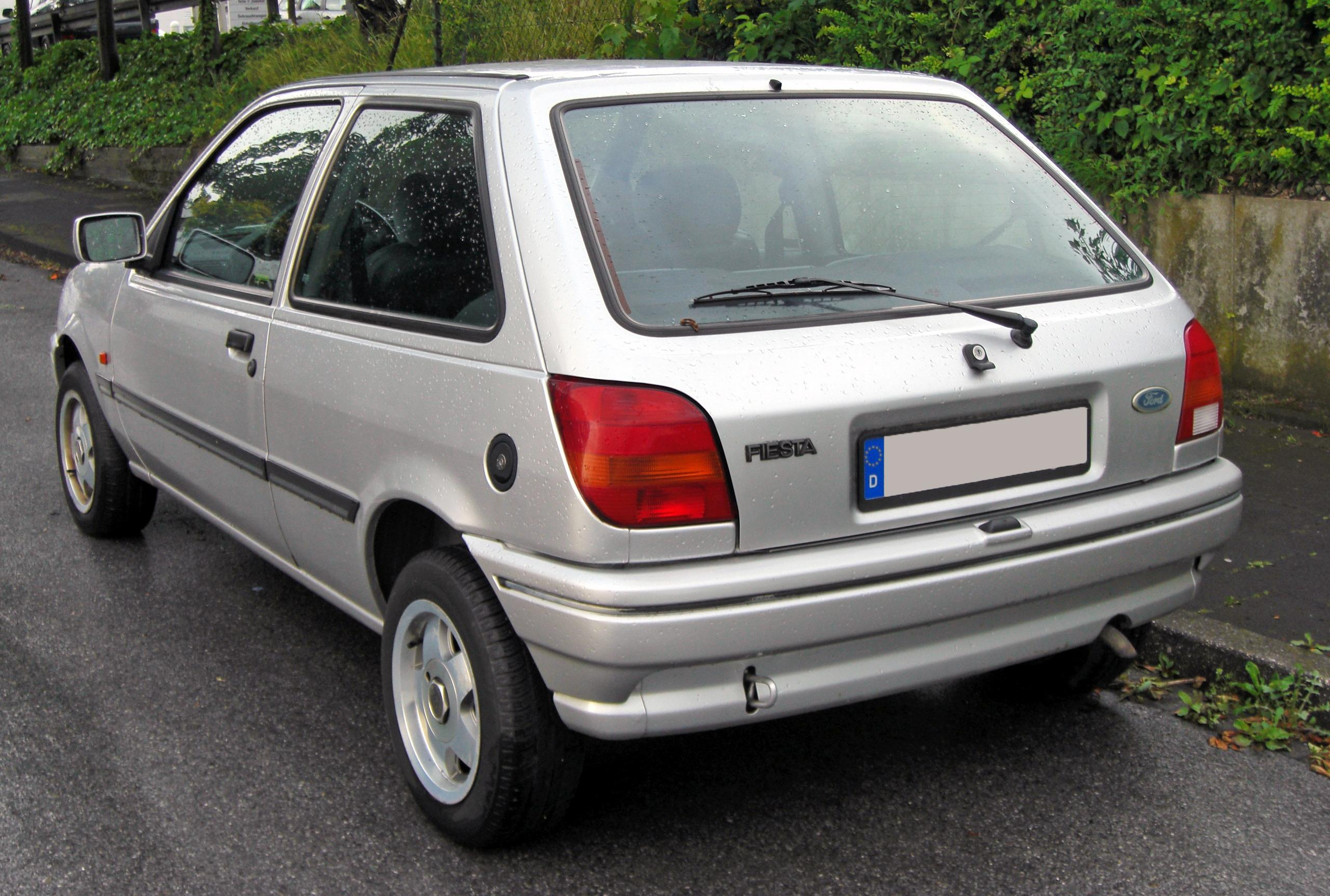
Форд Фієста Mk3 3д
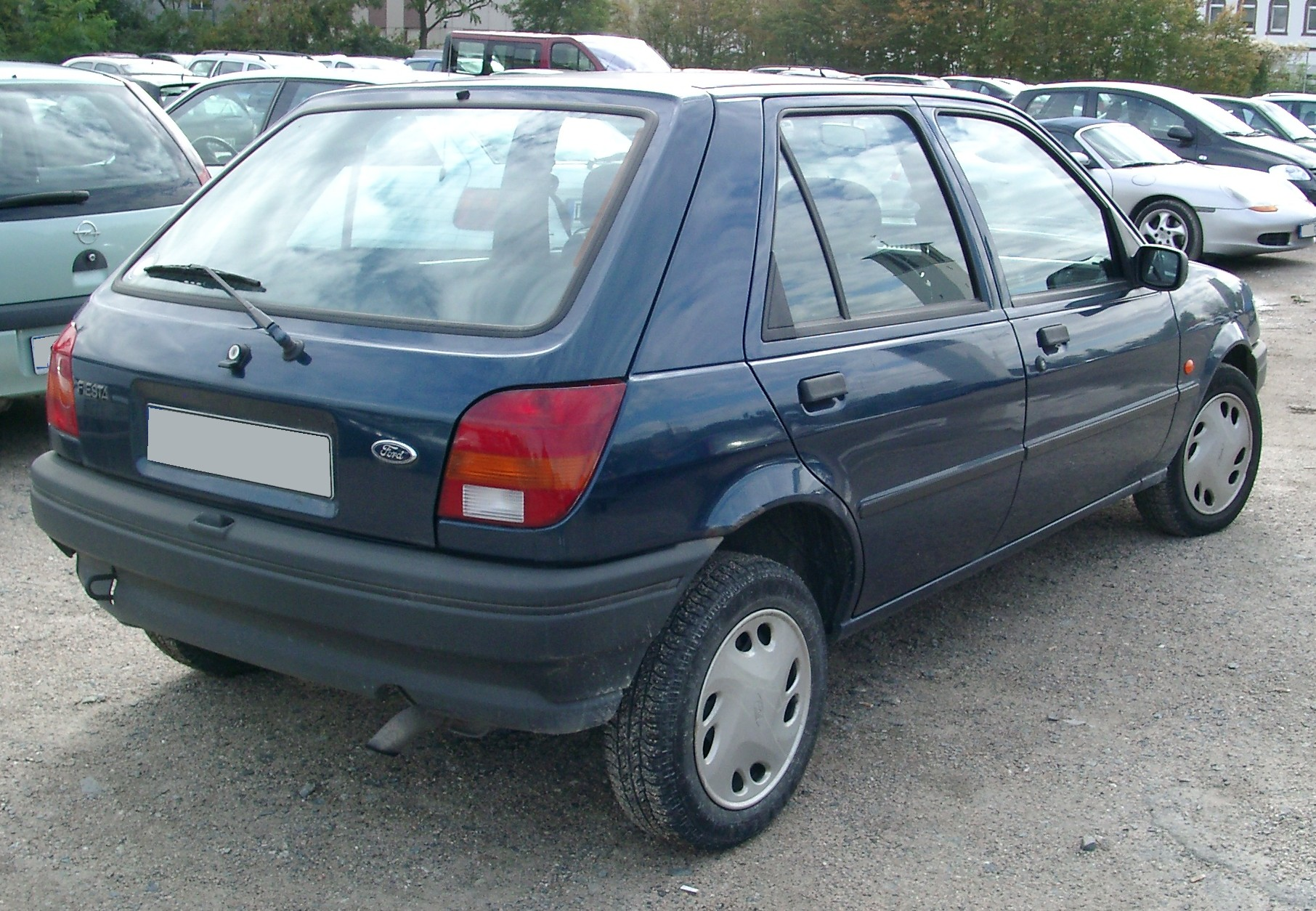
Форд Фієста Mk3 5д
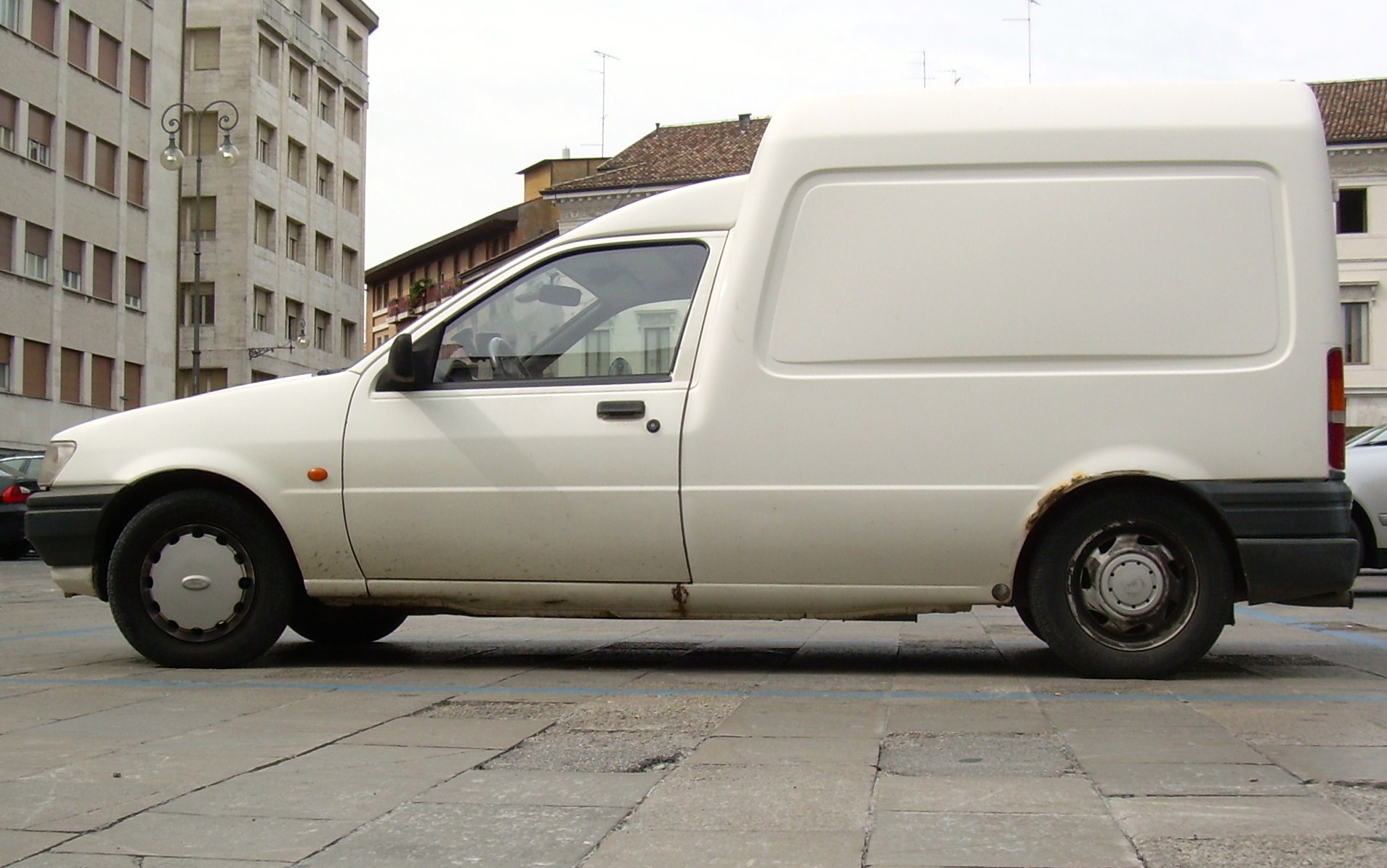
Ford Courier
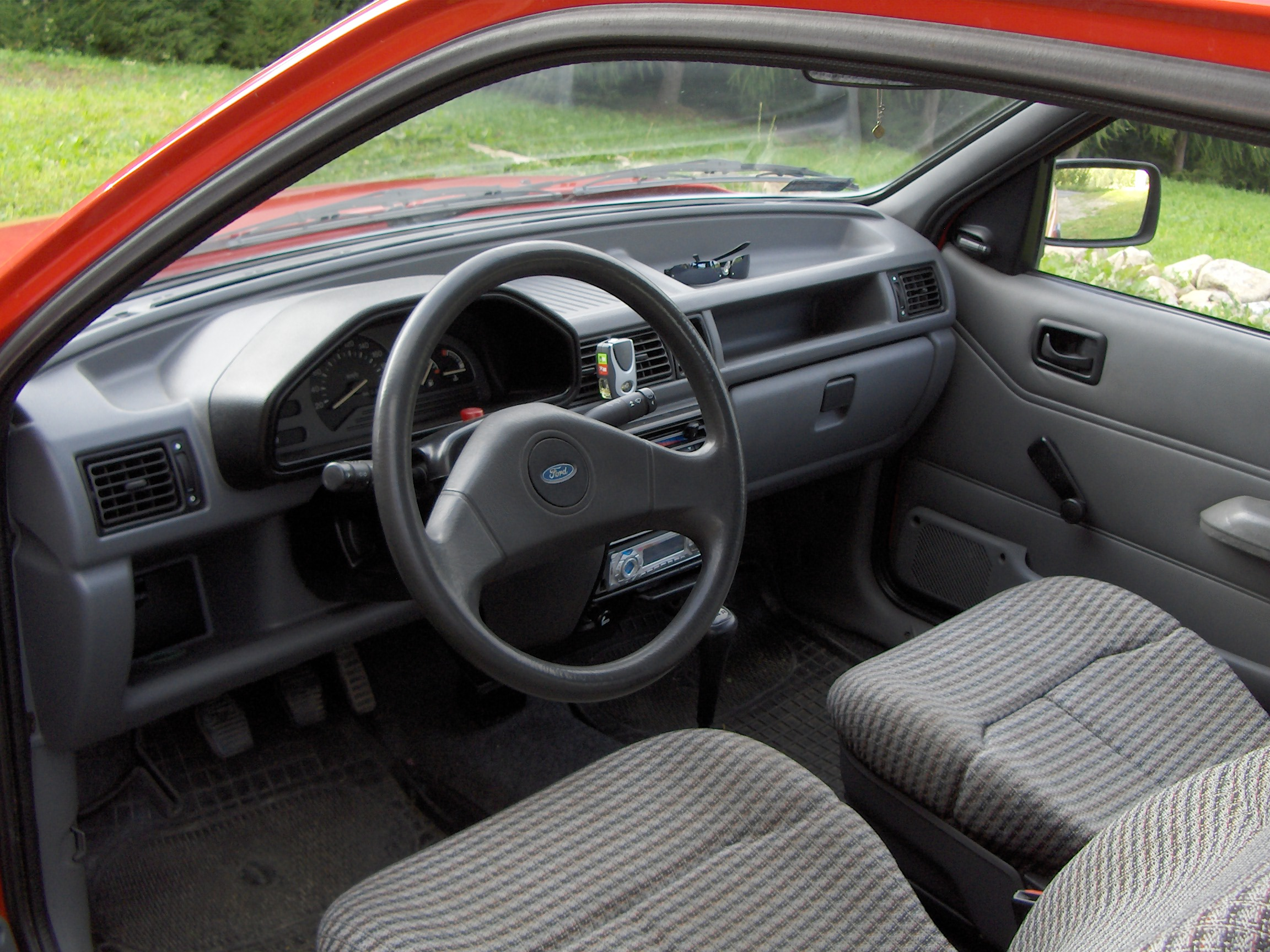

### Fiesta RS
В 1990 році з'явилася модель Fiesta RS Turbo з мотором 1.6, оснащеним турбокомпресором Garret T2 потужністю 133 к.с. і 183 Нм, що дозволяло швидкій трьохдверці набирати 0-100 км/год за 7,9 с і розганятися до 212 км/год.
В 1992 році турбоверсію на конвеєрі змінила модифікація Fiesta RS 1800 з атмосферною «четвіркою» 1.8 (128 к.с., 162 Нм). Зрозуміло, такі метаморфози негативно позначилися на динаміці - 8,4 с на розгоні до 100 км/год.

### Двигуни
- 1,118 л Kent/HCS OHV I4 50-55 к.с.
- 1,297 л Kent/HCS OHV I4 60 к.с.
- 1,392 л CVH I4 71-75 к.с.
- 1,596 л CVH I4 103—110 к.с.
- 1,596 л CVH turbo I4 133 к.с.
- 1,598 л Zetec I4 90 к.с.
- 1,796 л Zetec I4 105—130 к.с.
- 1,753 л Lynx Diesel I4 60 к.с.
- 1,753 л Lynx turbo Diesel I4 75 к.с.

## Четверте покоління (MkIV; ВЕ91; 1995—2006)

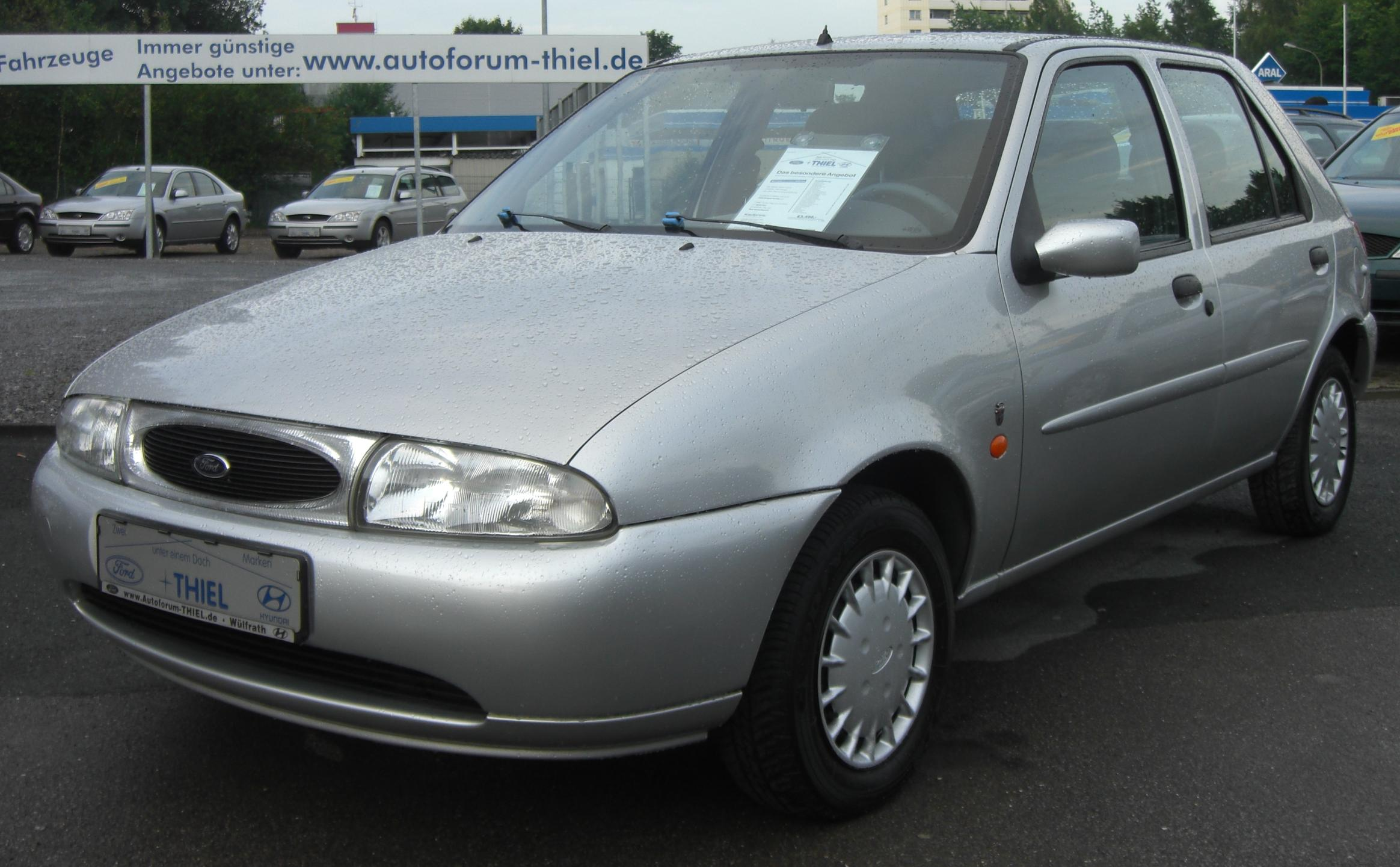
Форд Фієста Mk4

В вересні 1995 року, на автосалоні в Франкфурті було представлено четверте покоління Фієсти Mark IV. Нова серія отримала кардинально новий двигун Zetec-SE, новий кузов і підвіску, а старий двигун був повністю перероблений і отримав нову назву Endura-E. Незручне управління можна було забути, і тепер Фієста могла задовольнити найвибагливішого власника відмінними і відточеними характеристиками шасі. Як і  конкуренти, наприклад Опель Корса, Фієсту тепер можна було замовити і в зовсім нестандартних для того часу кольорах — пурпур і бузок.
В Бразилії з’явився  пікап на базі Фієсти, який отримав свою назву Форд Кур’єр.
Фієста також вироблялась компанією Мазда і мала назву Mazda 121 (Європа), або Мазда Сохо (Південна Африка). В США, перелицьована компанією Kia, 121-а продавалась під назвою Ford Festiva. Двигуни об’ємом 1,0 і 1,1 літра використовувався нарівні з 1,4 PTE і 1,6/1,8 Zetec. Бензиновий 1,3 л і дизельний 1,8 л залишались незмінними, як і стандартна механічна коробка передач і опціональний варіатор. З’явився також і зовсім новий 16-ти клапанний двигун Zetec об’ємом 1,25 л.
Фієста четвертого покоління стала першим автомобілем класу, в якому з’явилась електрона 4-х канальна ABS, система розподілення гальмівних зусиль і система стійкості (traction control).
Інтер’єр теж зазнав модернізації, а екстер’єр, хоч і був новим, але підпадав під критику за надто велику схожість з старою моделлю, особливо з задньою частиною. Так само багато говорили про передню частину авто, яку називали риб’ячою мордою. Не зважаючи на це, Фієста заполонила сторінки автомобільних журналів, і за результатами опитування одного з них, 45% респондентів описали Фієсту як дуже привабливий автомобіль. Крім цього Фієста часто ставала головним призом тогочасних телешоу.

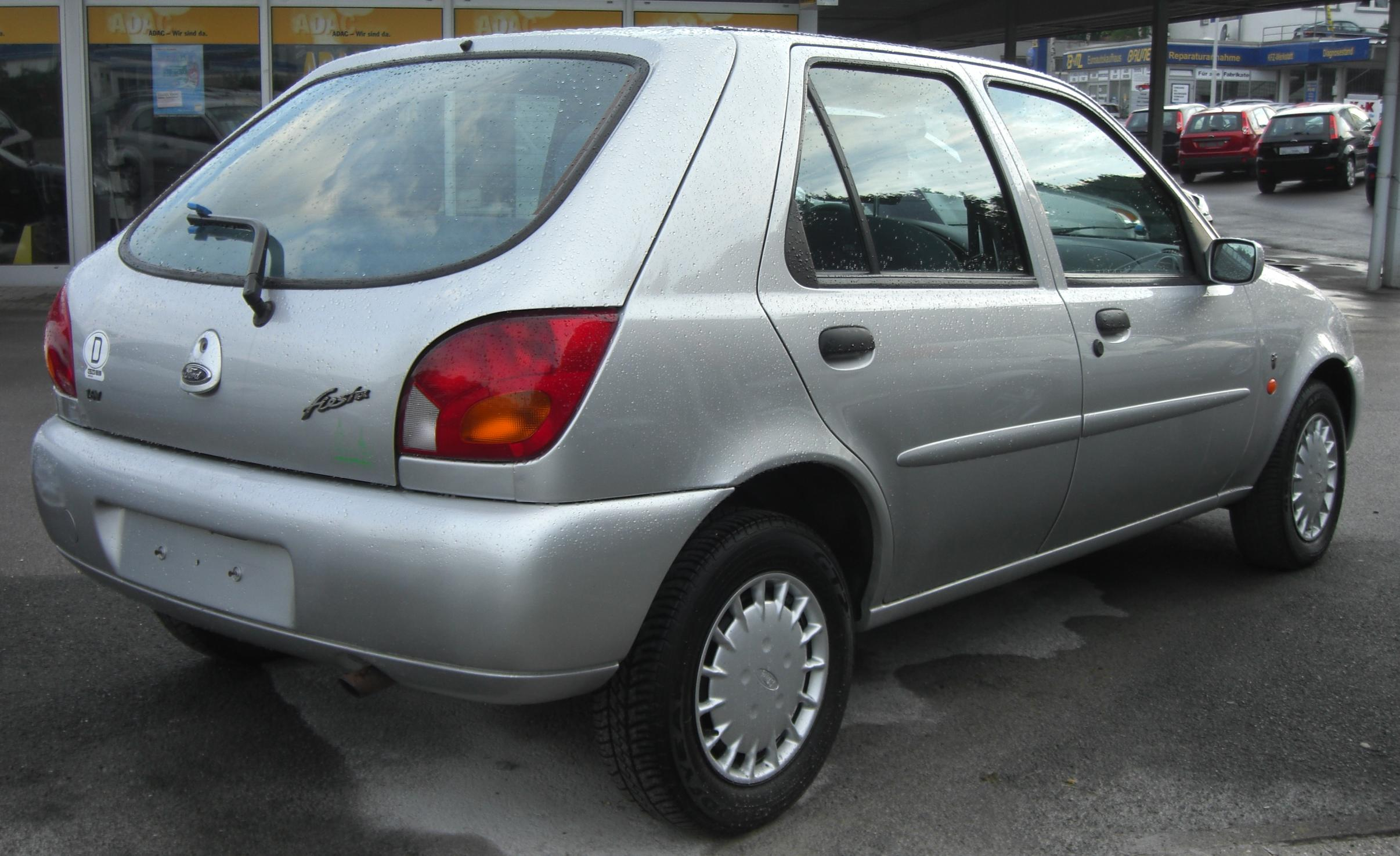
Форд Фієста Mk4 5д
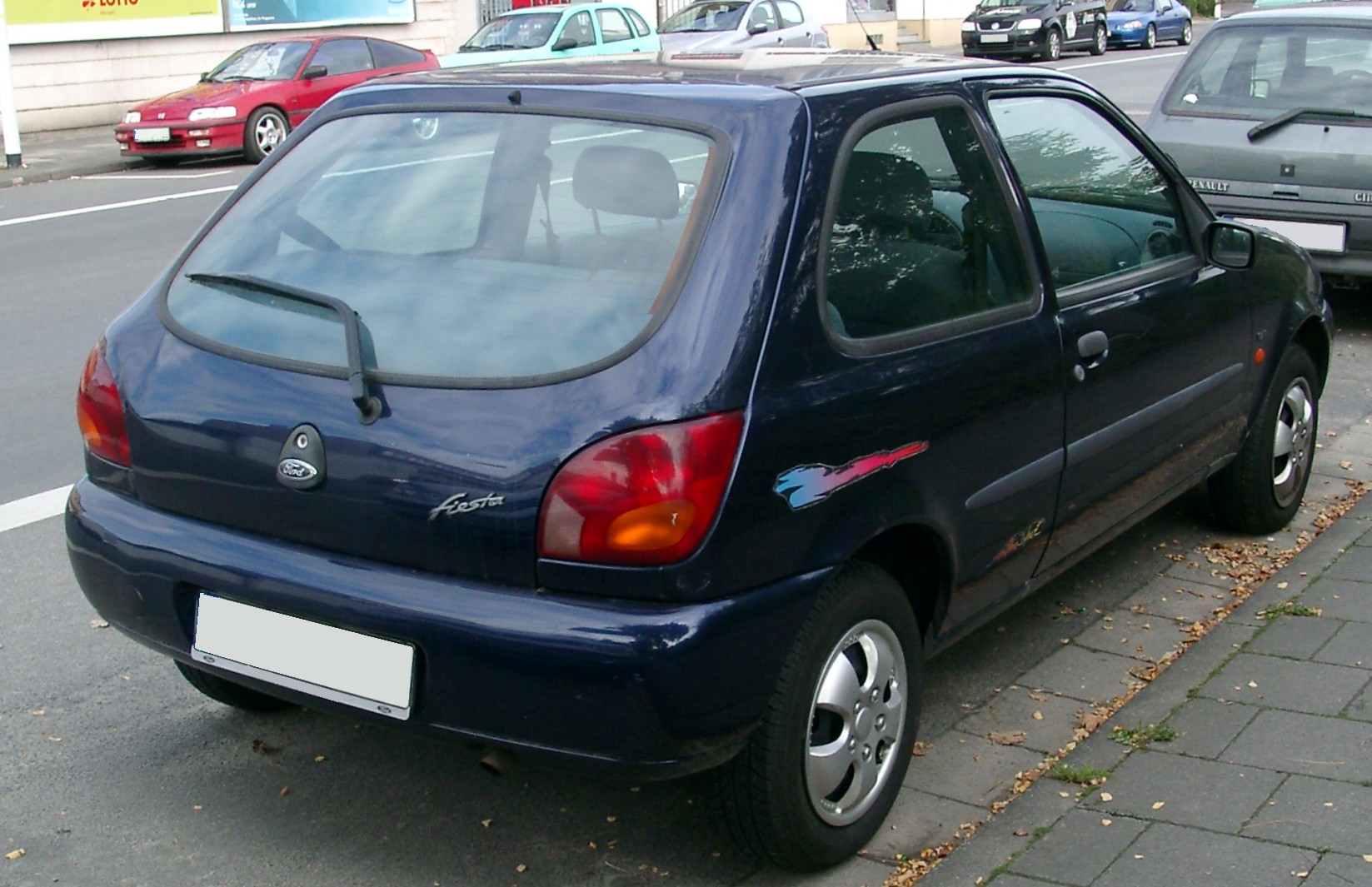
Форд Фієста Mk4 3д
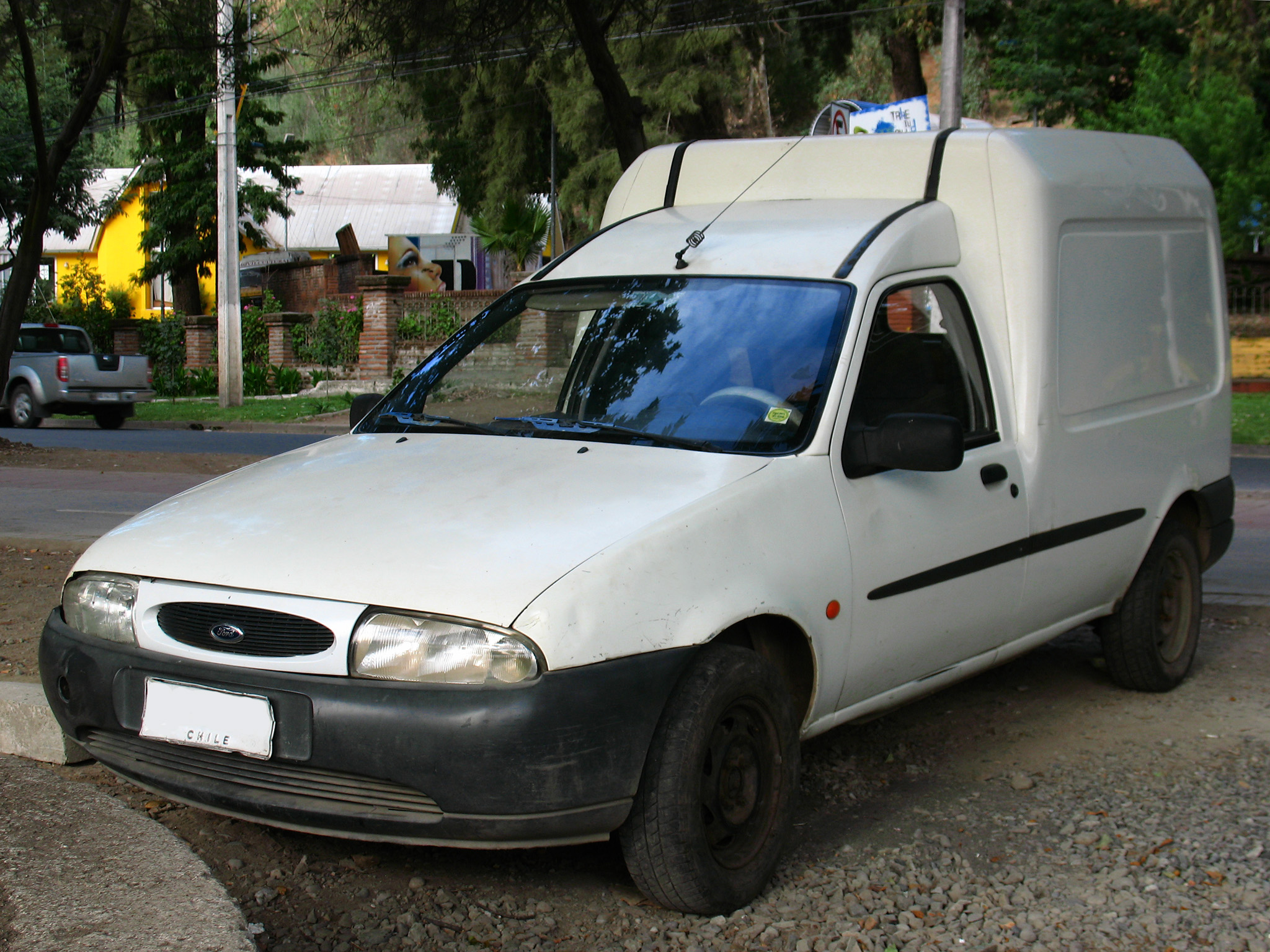
Ford Courier
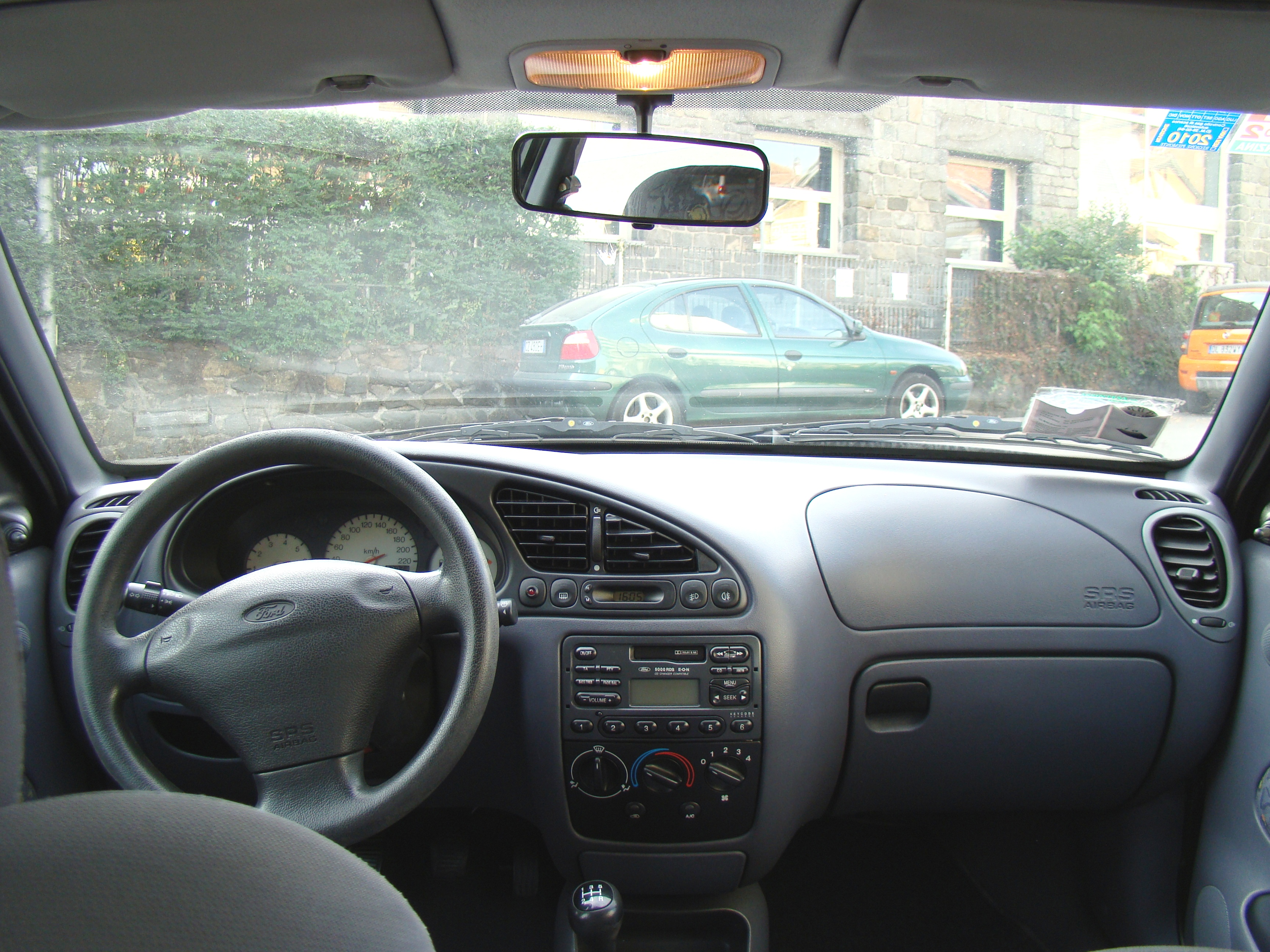

### Двигуни
- 1,299 л Kent/Endura-E I4
- 1,242 л Zetec-SE I4
- 1,388 л Zetec-SE I4
- 1,753 л Endura-D I4
- 1,753 л Endura-D I4

### Рестайлінг 1999

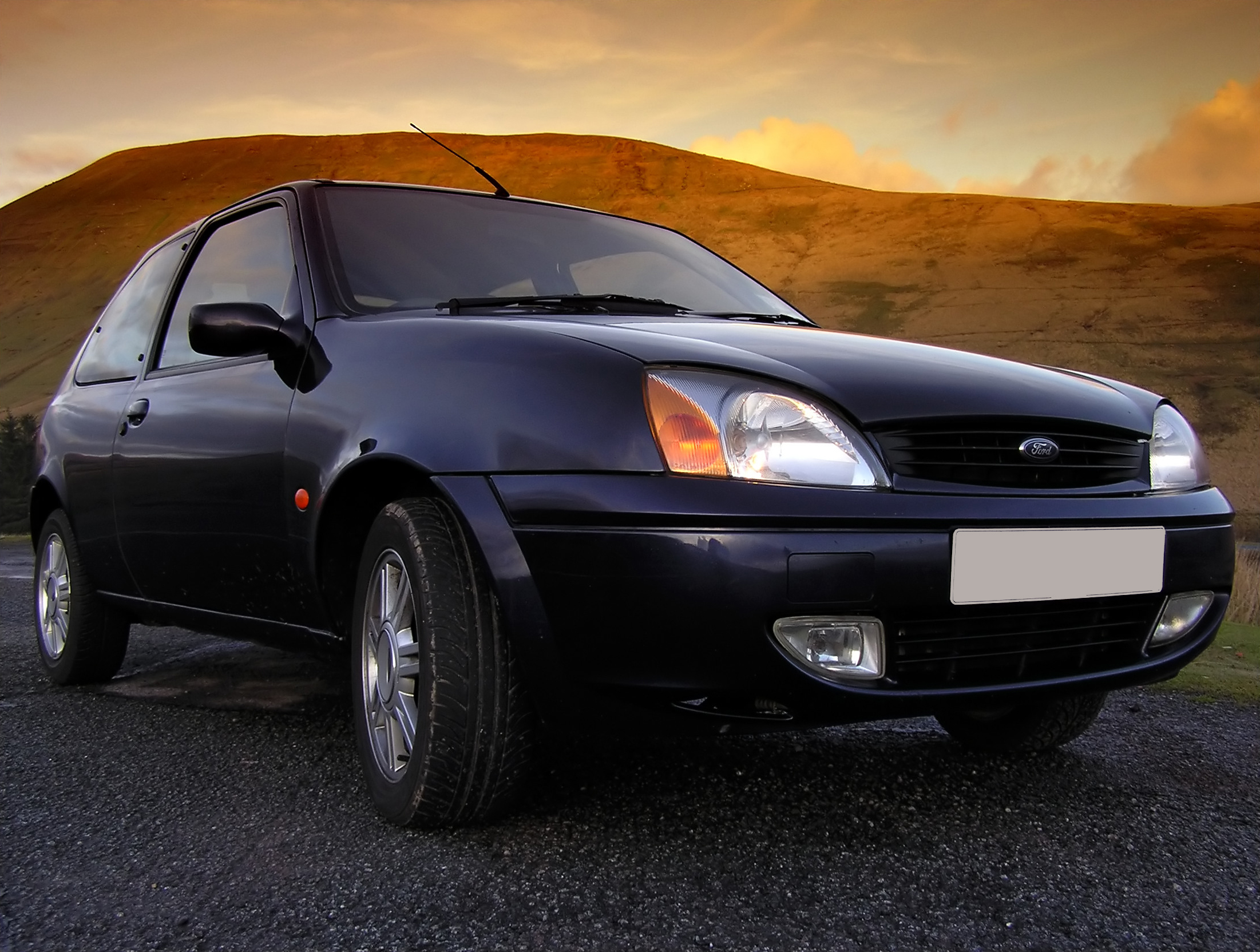
Форд Фієста Mk4 рестайл

Четверте покоління по своїй суті було добре оновлена третя серія з новим шасі, яке дозволило Фієсті стати найкращою в класі по управлінню. Спектр двигунів  розширився новими моделями Zetec з літражем 1.25, 1.4, і 1.6 літра. Але, незважаючи на модернізований салон і інші зміни, зовнішньо Фієста була надто схожа на модель третього покоління. На вирішення цієї проблеми і був націлений рестайлінг 2000 року. Фієста отримала нове оформлення передньої і задньої частин з найбільш округлими формами.
Рестайлінг став тимчасовим відпочинком, бо на підході вже була кардинально нова серія 6. В той же час, у виробництво, разом з компанією Mahindra, був запущений Ford Ikon, який являв собою 4х-дверний седан на базі Фієсти, і призначався для ринку Індії. Пізніше Ikon випускався і в інших країнах, що розвиваються, в Бразилії, ПАР, Мексиці та Китаї, там, де седани користувались більшим попитом, ніж хетчбеки.

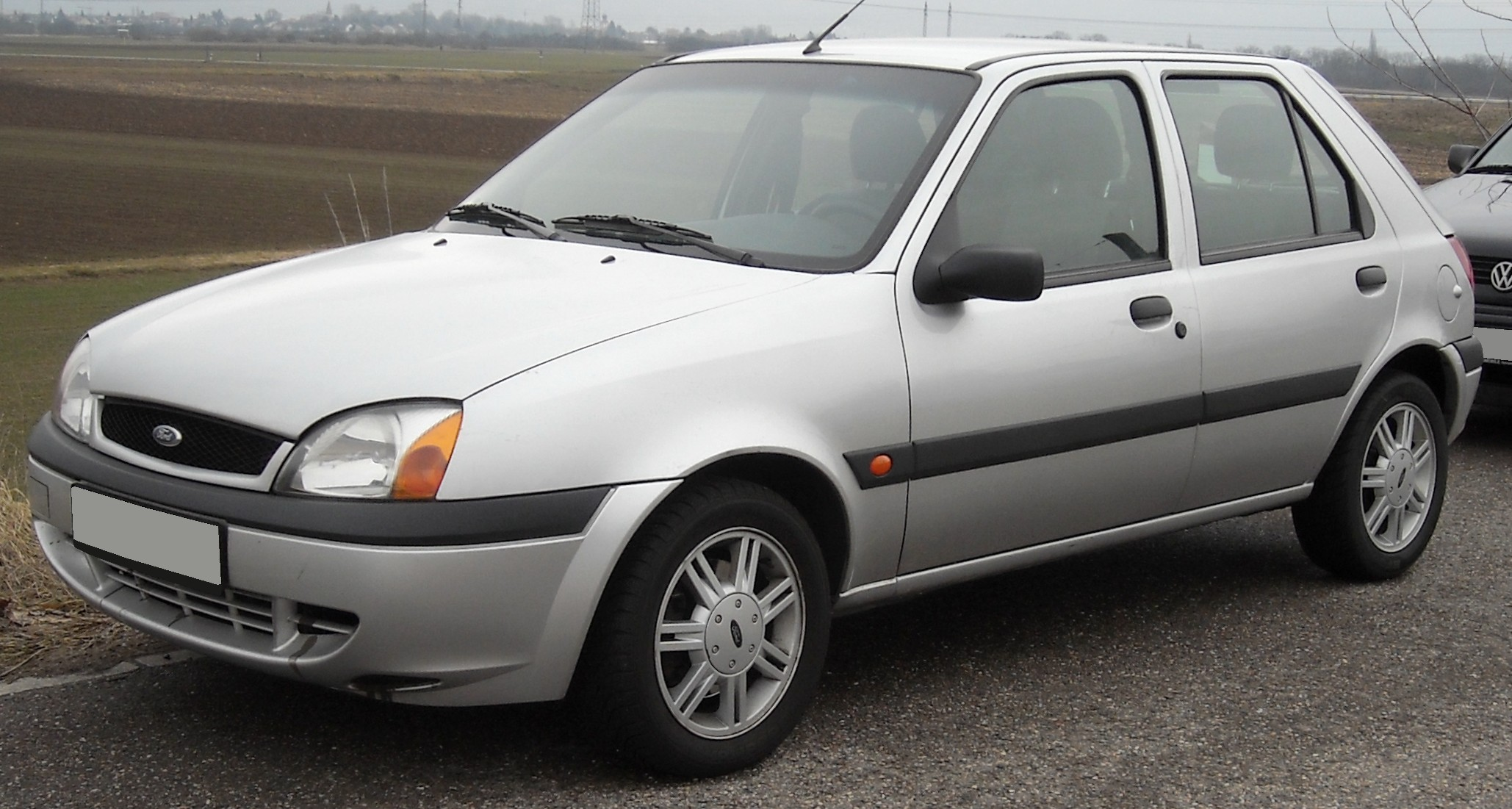
Ford Fiesta ’99 5д (1999–2001)
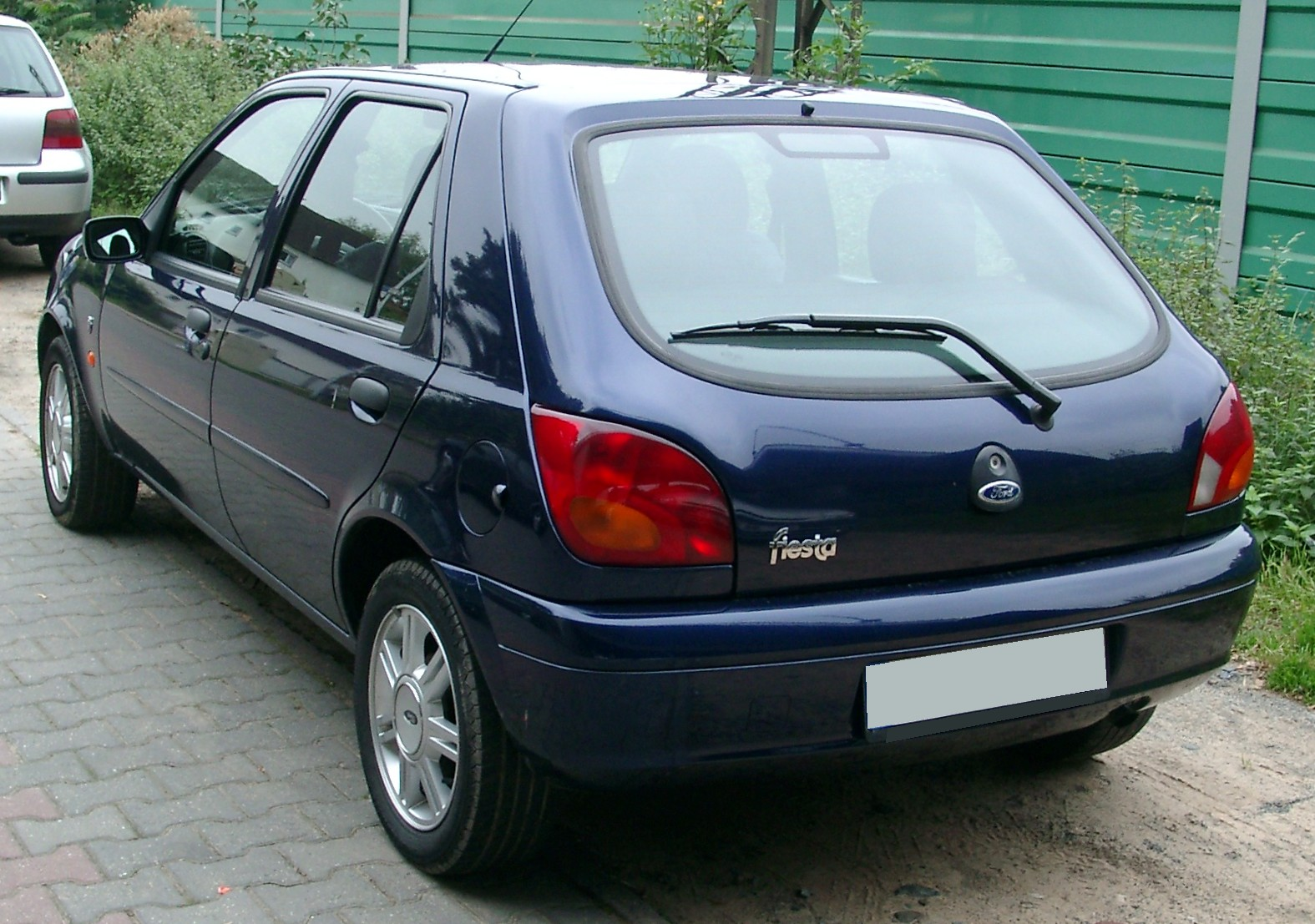
Ford Fiesta ’99 5д (1999–2001)
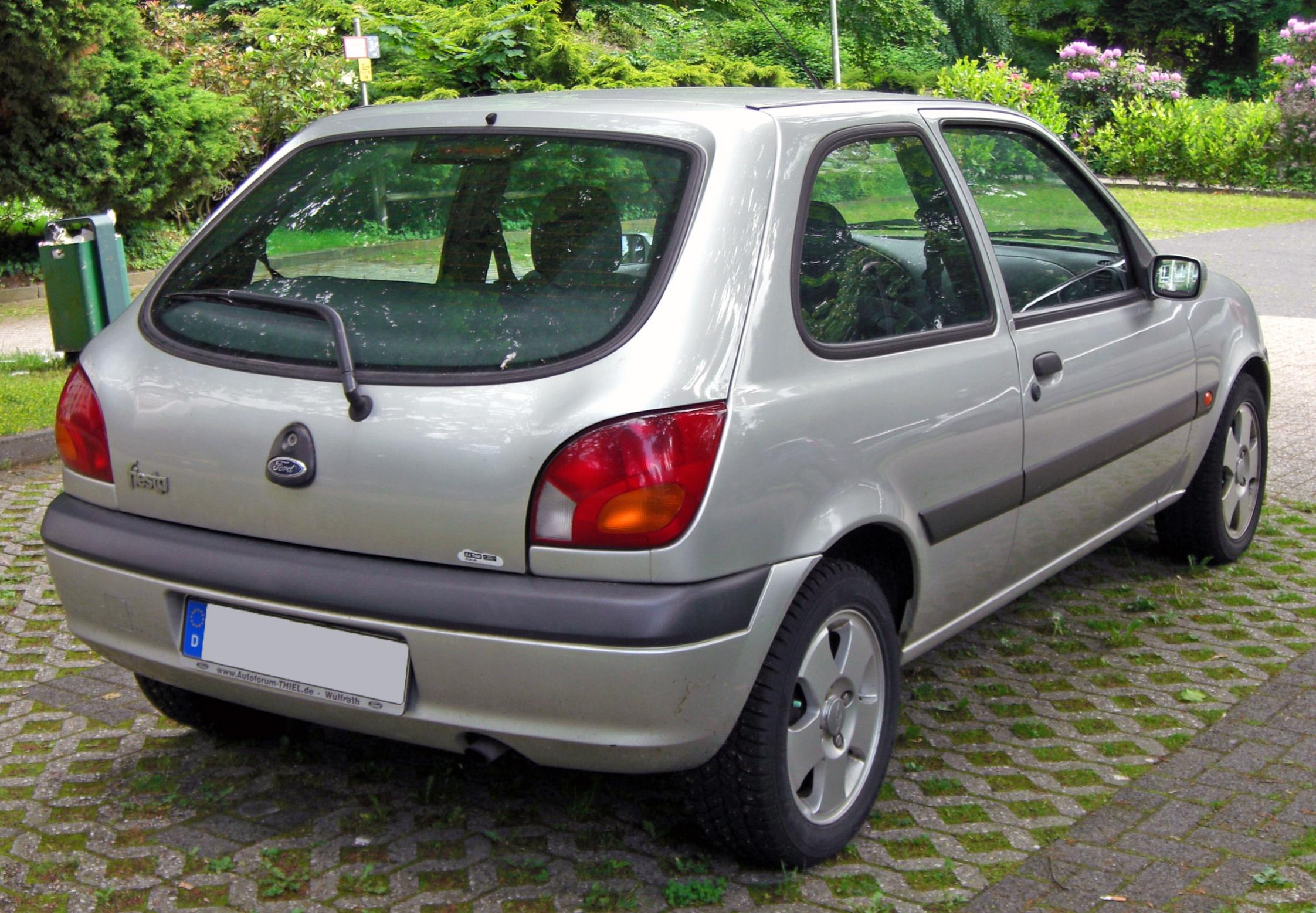
Ford Fiesta ’99 3д (1999–2001)
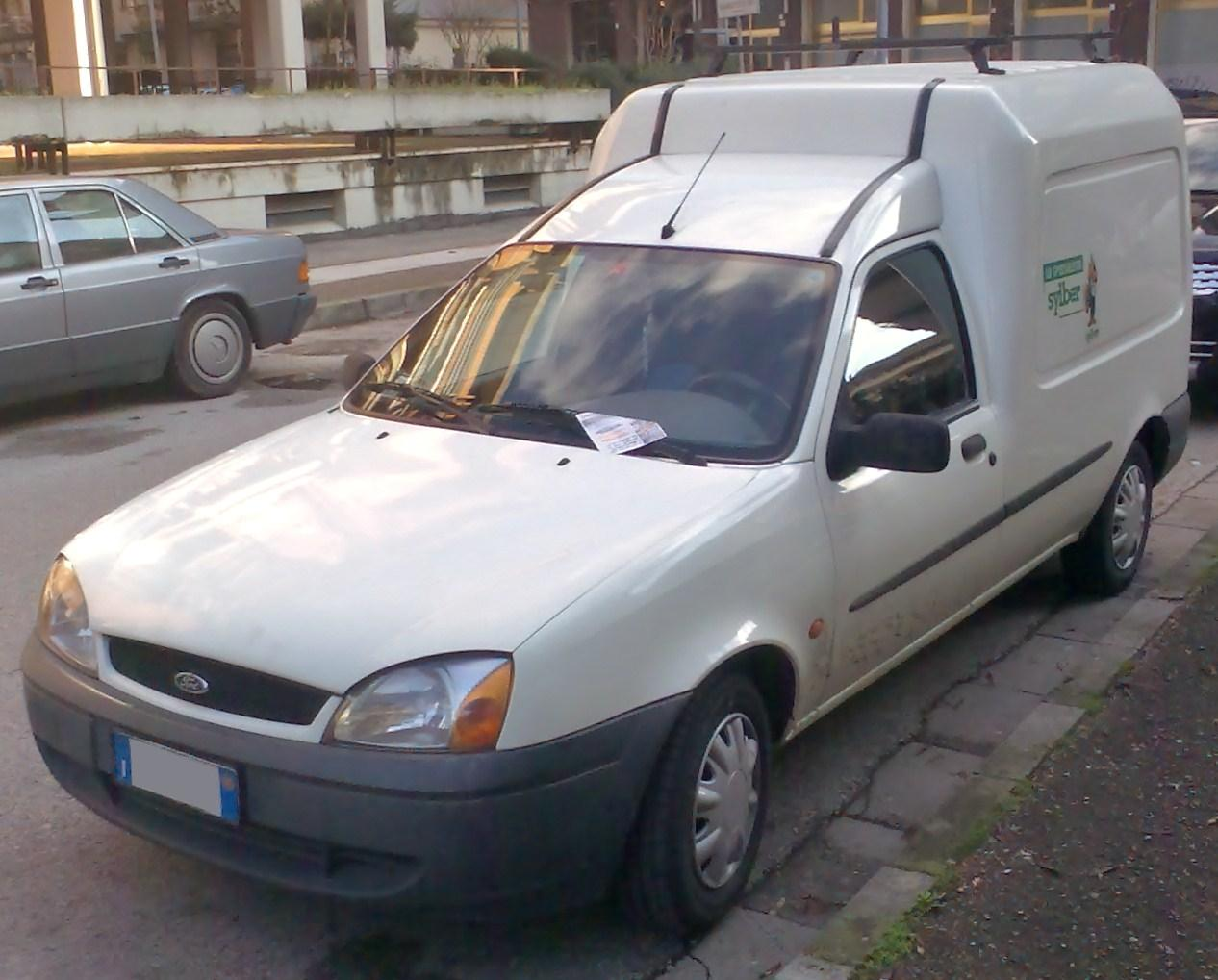
Ford Courier
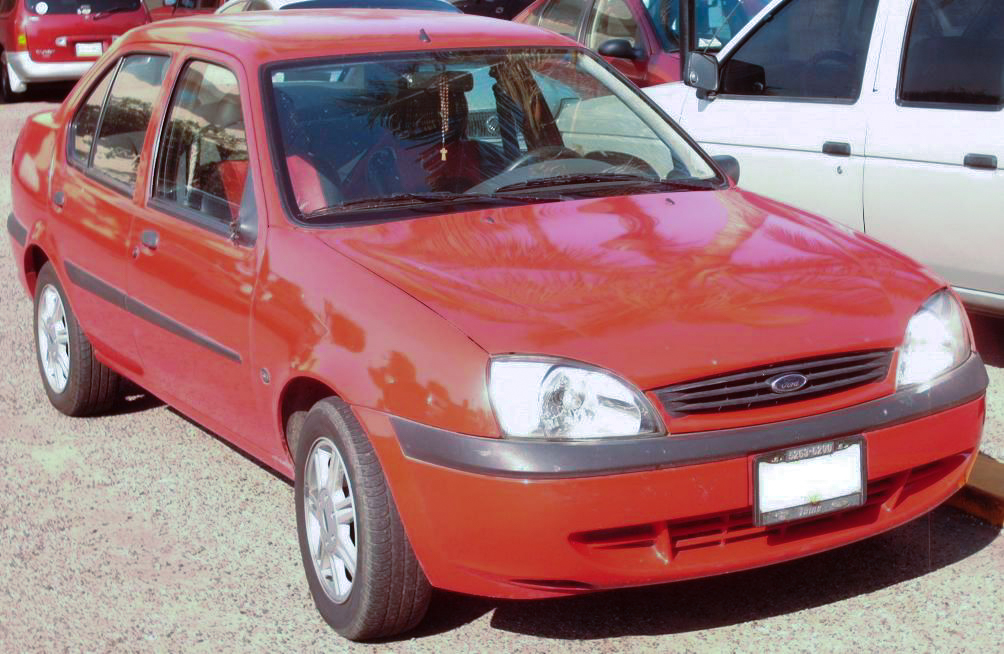
Ford Ikon (1999-)

### Двигуни
- 1,299 л Kent/Endura-E I4
- 1,242 л Zetec-SE I4
- 1,388 л Zetec-SE I4
- 1,753 л Endura-D I4
- 1,753 л Endura-D I4

## П'яте покоління (MkV; BE256; 2002—2014)
У 2002 році на автошоу у Франкфурті дебютувала Фієста Mark V. Це покоління Ford Fiesta (Mk5) також часто називають Mk6. Це пов'язано з тим, що попередню модель, Mk4 Fiesta, часто називали Mk5 після того, як вона отримала рестайлінг наприкінці 1999 року. Іншими словами, Fiesta 2002—2008 років — це модель п'ятого покоління, а те, що часто називають Mk5, — це просто модель Mk4 з фейсліфтингом — інша на вигляд передня частина, але все той жеж автомобіль.
Нова модель отримала вдосконалене устаткування. При її розробці творці Ford в першу чергу сконцентрували увагу на таких аспектах як простір, стиль, безпека і якість управління. В порівнянні з попереднім поколінням, Фієста V більша по розмірах, важче і має велику колісну базу. Завдяки збільшенню габаритів, конструкторам вдалось зробити задні місця комфортабельнішими, а автомобіль, в цілому, — стійкішим. Дизайн кузова нічим не нагадує попередні покоління Фієст.
«Нашою мрією було відображення елементів філософії дизайну New Edge, в той же час створюючи щось нове і оригінальне в автомобілі, щоб авто виглядало солідно і було досить просторим» — сказав Кріс Берд, директор відділення дизайну Ford of Europe. «Фієста всім своїм виглядом звертається як до серця, так і до розуму».
Основними рисами нового дизайну інтер'єра є добре збалансовані пропорції, які допомагають зберегти зв'язок між всіма моделями Ford Fiesta. В передній частині автомобіля виділяються великі масивні фари, в яких технічна досконалість помітна в усіх деталях. Передні фари містять в собі всі першочергові освітлювальні функції, включаючи лампи поворотів.
Головним елементом дизайну передньої частини Форд Фієста є усічена еліптична решітка, яка тепер характерна для всіх автомобілів Ford. Нижня решітка має трапезоідну форму, яка ще більше підкреслює широку колію Фієсти, а також є місцем кріплення вбудованих протитуманних фар в крайніх кутах автомобілів, обладнаних цією функцією.
Серед недавніх удосконалень Fiesta, можна відмітити змінене рульове управління, яке трохи зменшує різкість кермування. Чотирициліндровий 1.6-літровий двигун з 100 кінськими силами, оснащений п'ятиступінчастою механічною коробкою передач, забезпечує адекватне прискорення, але все ж відстає від більшості своїх конкурентів. Але він продемонстрував відмінну економію палива, яка в середньому склала 7.35 л/100 км. Модель з автоматичною коробкою передач продемонструвала 7.13 л/100 км.
У Бразилії та Аргентині наприкінці 2004 року була представлена версія седана Fiesta. Аналогічна модель седана Fiesta, з іншою передньою частиною, була випущена в Індії наприкінці 2005 року. Це покоління Fiesta ергономічно та механічно було більш просунутим, ніж будь-яке попереднє покоління. Рестайлінг 2005 року супроводжувався покращеним зовнішнім виглядом.

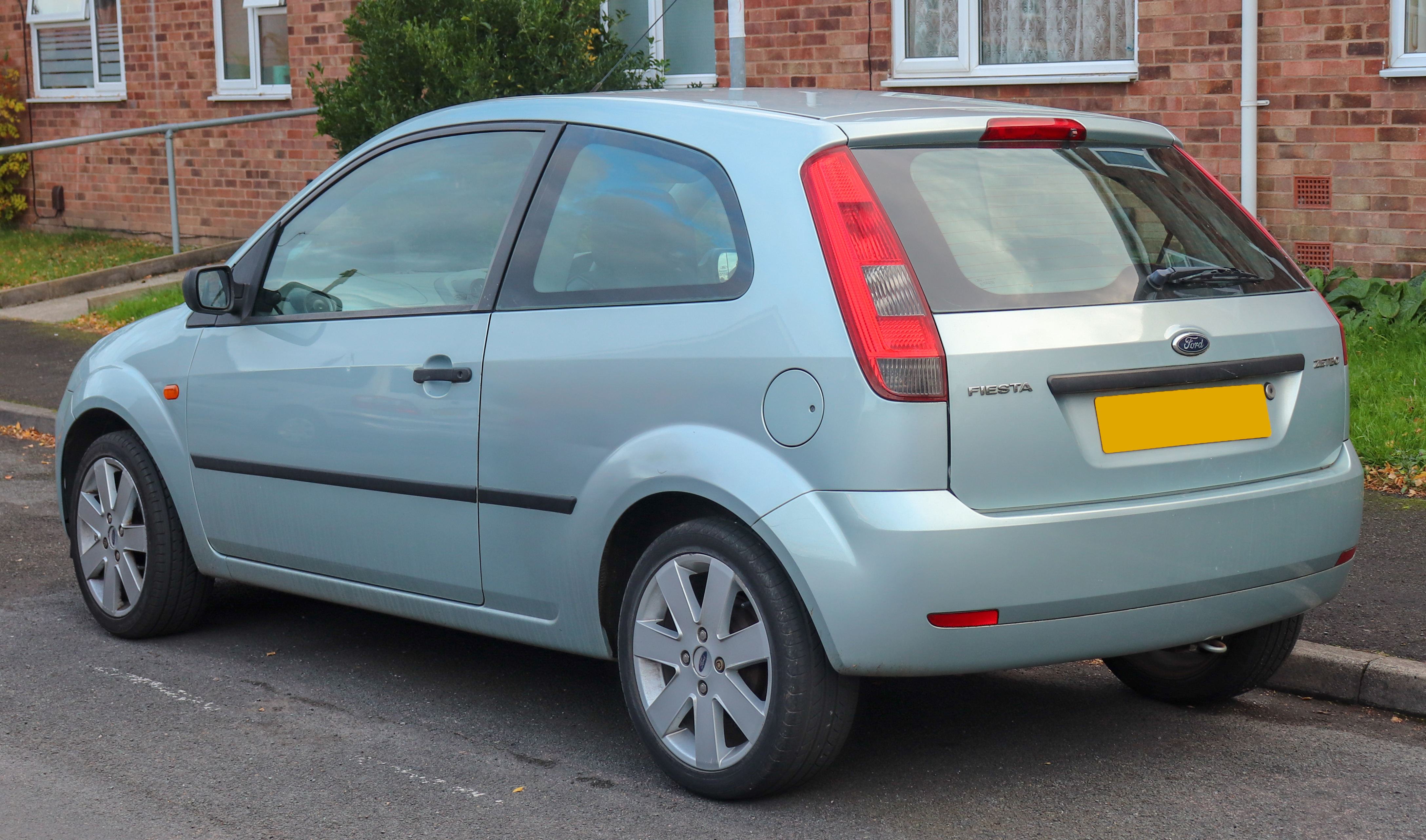
Ford Fiesta ’03 (2002–2005)
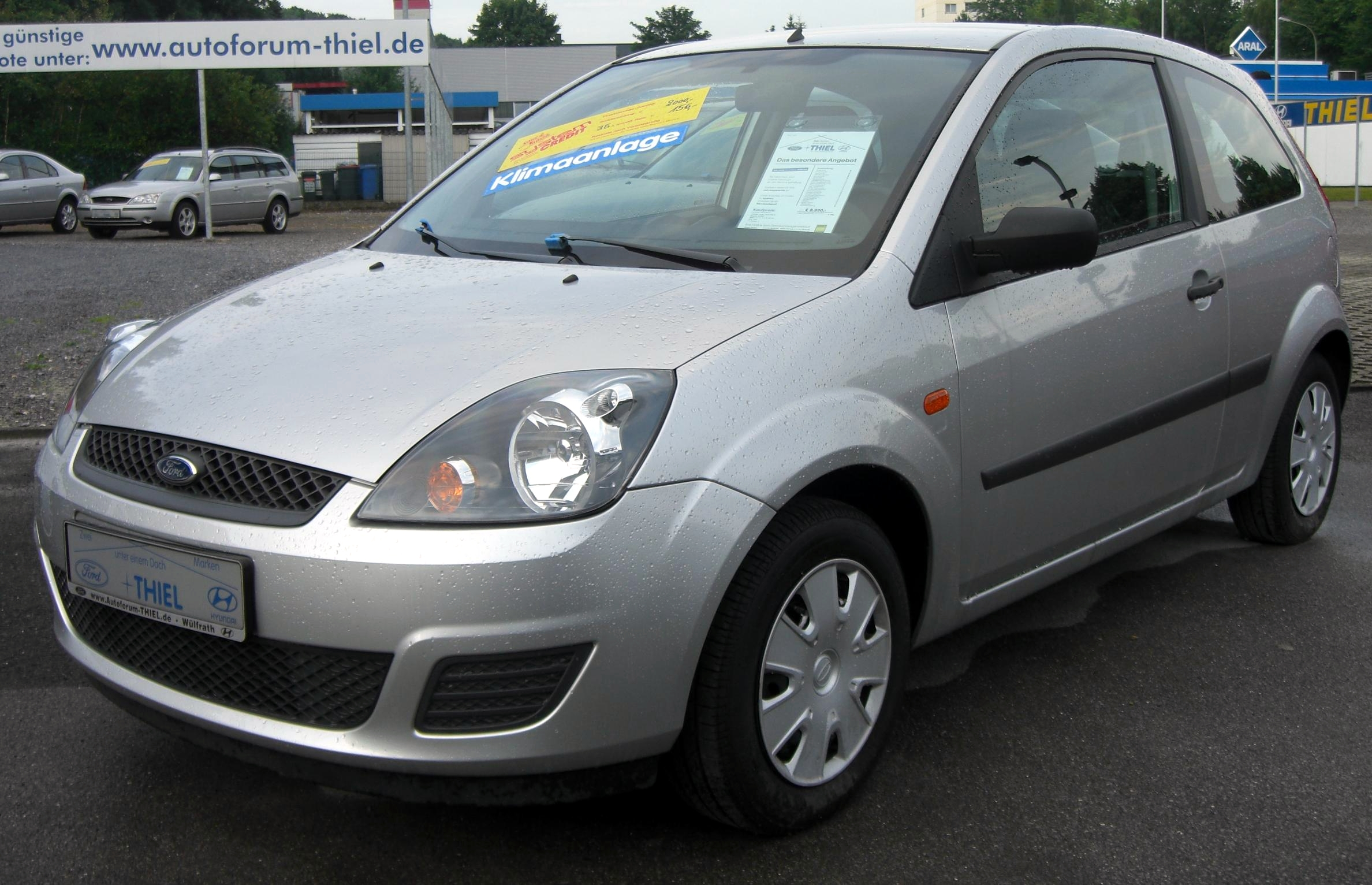
Ford Fiesta ’06 3д (2005–2008)
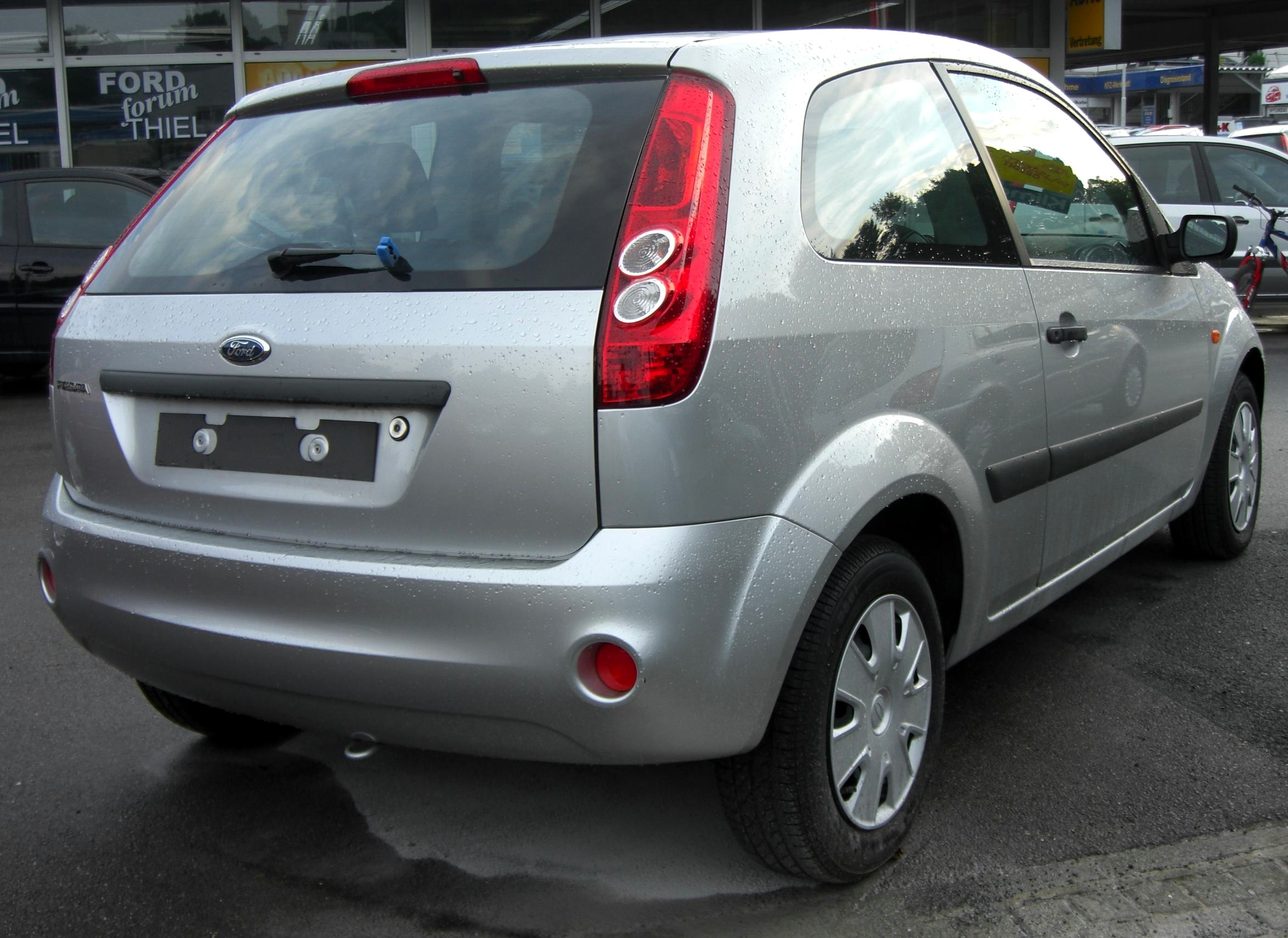
Ford Fiesta ’06 3д (2005–2008)
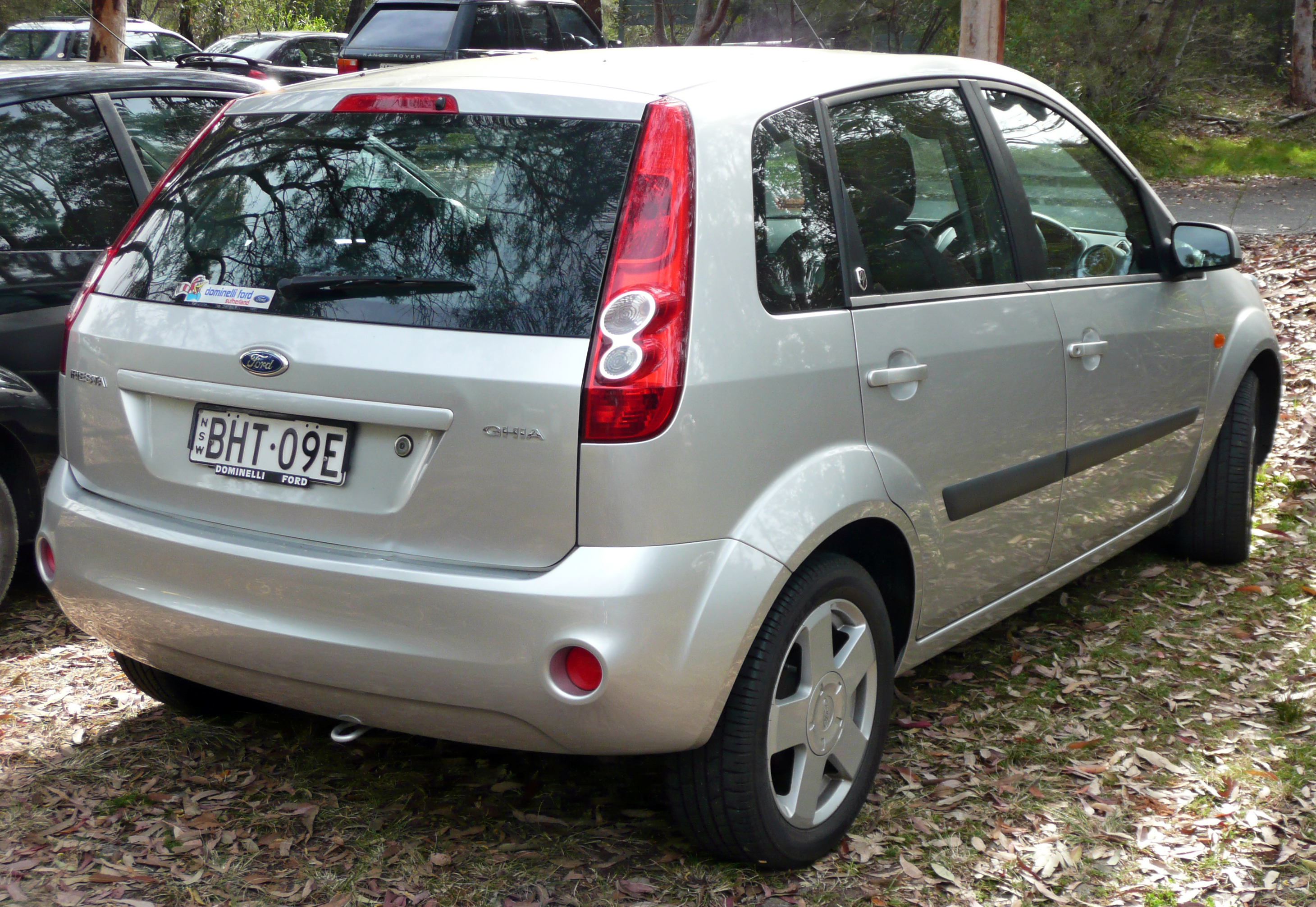
Ford Fiesta Ghia ’06 5д (2005–2008)
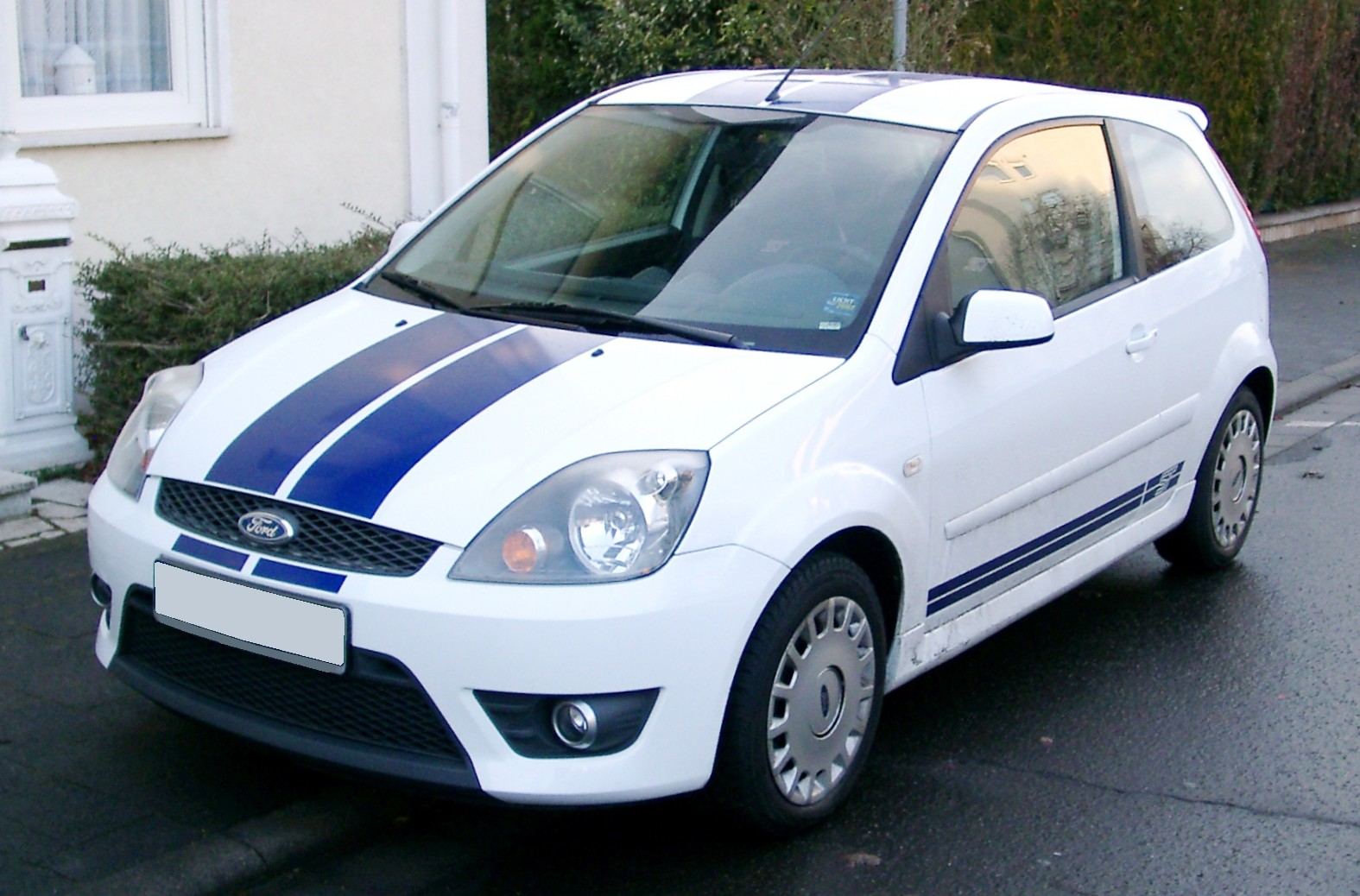
Ford Fiesta ST (2005–2008)
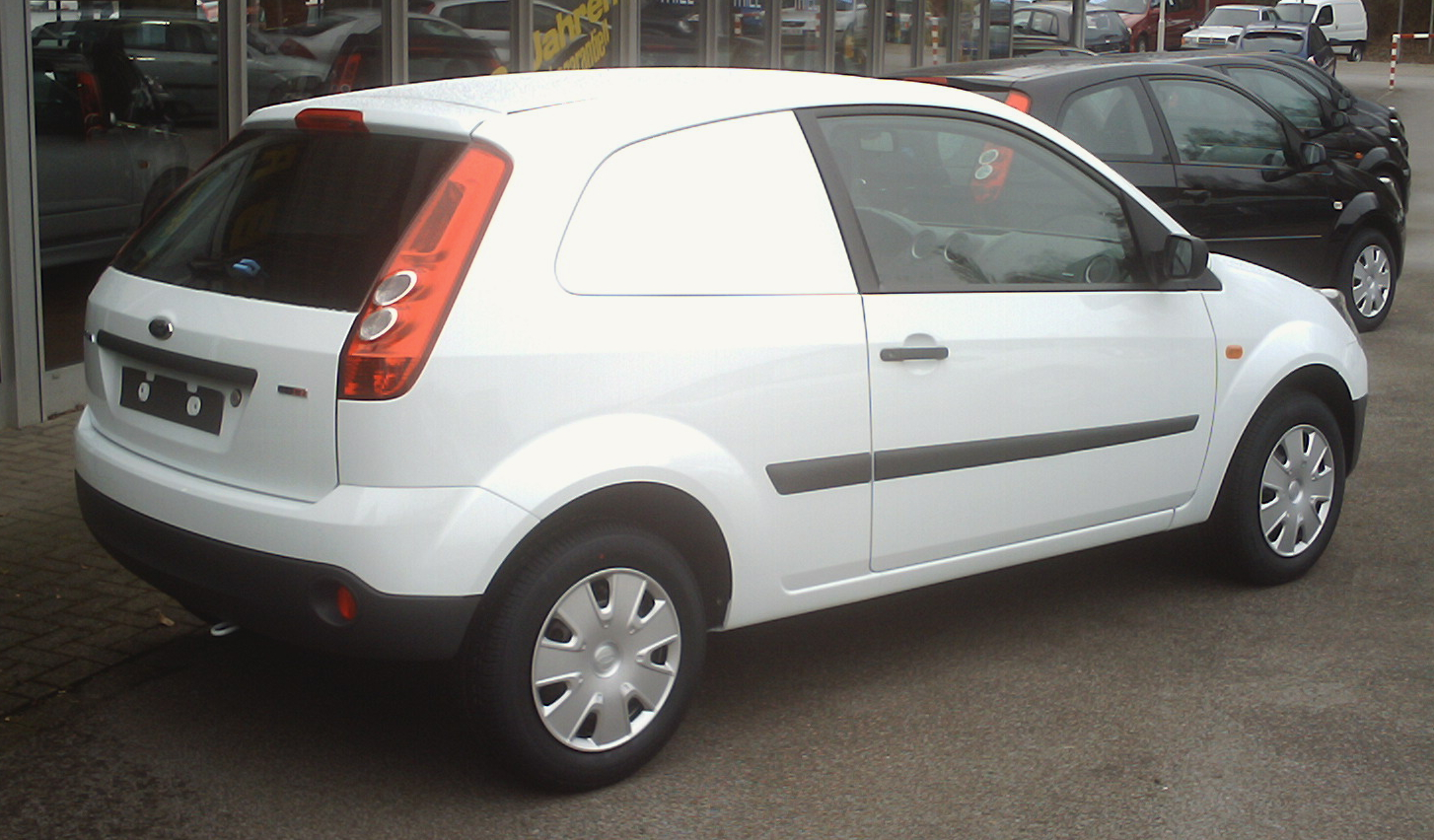
Ford Fiesta VAN (2007–2008)
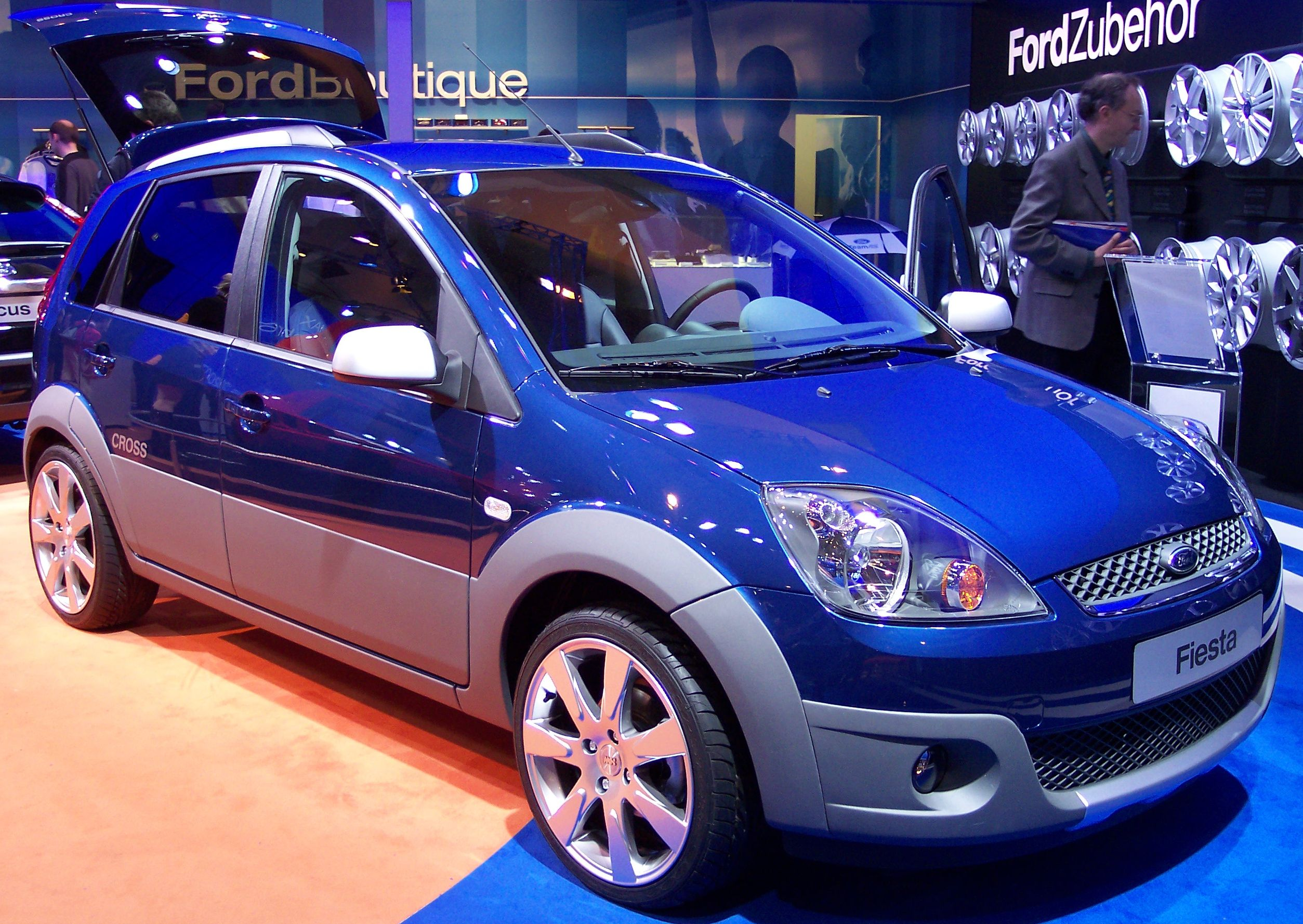
Ford Fiesta Cross
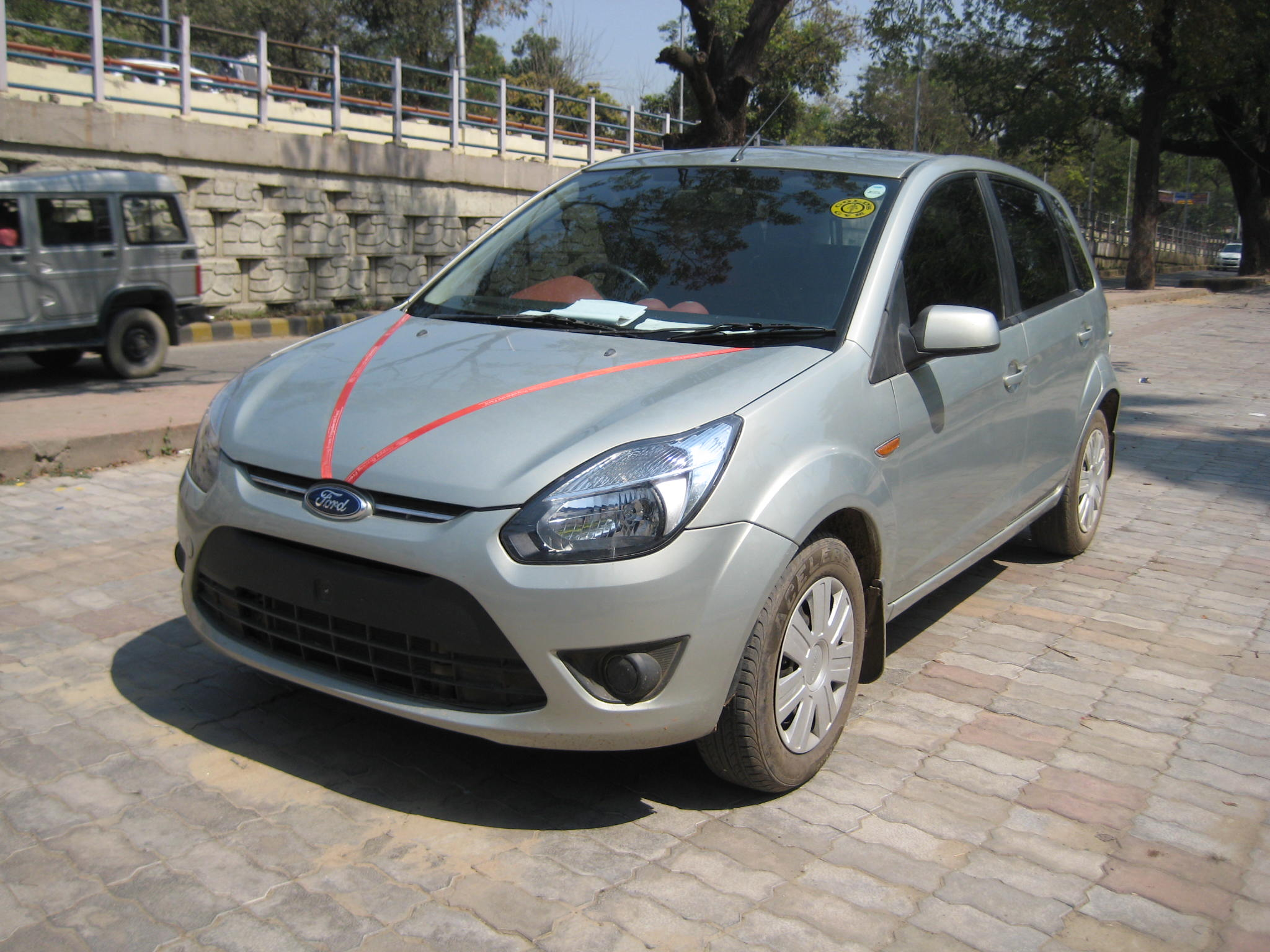
Ford Figo для ринку Індії (з 2010-)
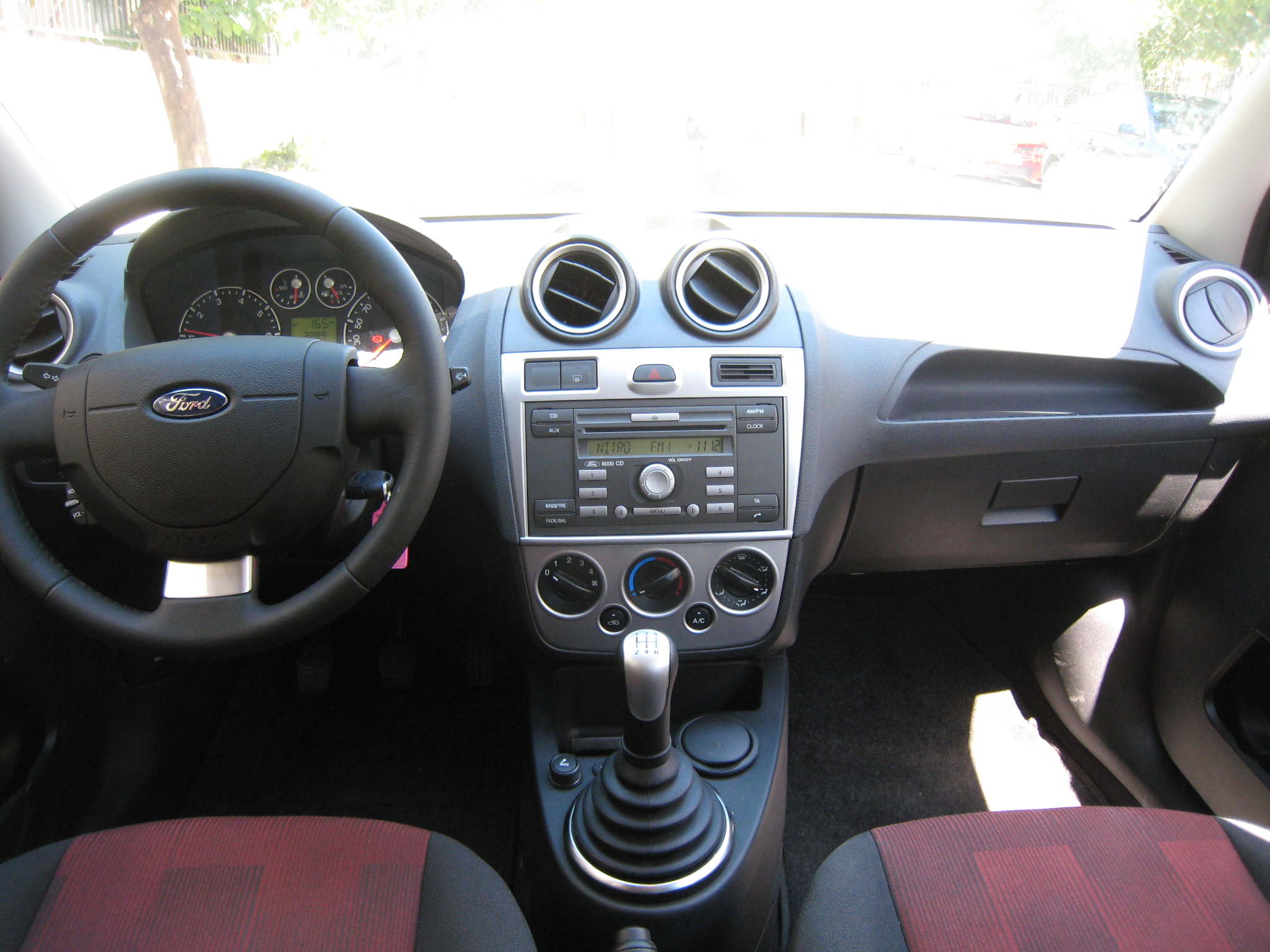

### Двигуни
Бензинові:
- 1,299 л Duratec I4 70 к.с.
- 1,242 л Zetec-SE I4 75 к.с.
- 1,398 л Zetec-SE I4 80 к.с.
- 1,596 л Zetec-SE I4 100 к.с.
- 1,998 л Duratec-HE 20 I4 150 к.с. (ST, 03/2005 — 08/2008)

Дизельні:
- 1,398 л Duratorq DLD-414 TDCi I4 68 к.с.
- 1,560 л Duratorq DLD-416 TDCi I4 90 к.с.

### Фієста — особливості стратегії для Індії

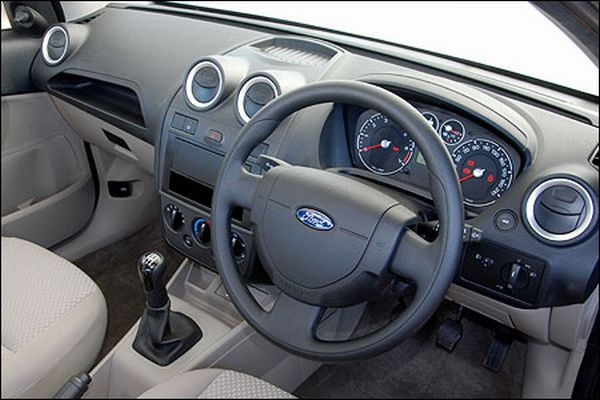
Форд Фієста Седан (Індія)

Поки Фієста продовжувала вражати людей у цілому світі, Форд дещо змінив страгегію для Індійського ринку. Інженери Форду спроектували дещо інше авто і подали його як Фієста (2005).
Цей седан продавався в двох модифікаціях двигуна, 1.4 Дизель (TDCI) та 1.4/1.6 Бензиновий. 1.6 варіант пропонувався, щоб підтримати конкурентність з іншими авто. Дизельний варіант виявився дещо популярніший від бензинового, на що вказували обсяги продаж.

### Фієста для ринку Бразилії
Форд Фієста виготовляється в Бразилії з 1966 року, автомобілі були подібні на європейських аналогів. З осені 2004 року в Бразилії почався випуск свого варіанту Фієсти з кузовом седан, який побудований на основі п'ятого покоління європейської Фієсти. На автомобіль встановлюють двигуни власного виробництва серії Rocam, а саме 1,0 л Р4 8V Flex (69 к.с., 87,8 Нм) 1,6 л Р4 8V Flex (101 к.с., 142,2 Нм), що використовують суміші етанолу та бензину. Всі версії оснащаються механічною 5-ступінчатою КПП. В інші країни Меркосуру поставляється зі стандартним двигуном Zetec 1.6 л Р4 SOHC (98 к.с.) з 4-ступінчатою автомотичною або 5-ступінчатою механічною коробкою передач. Також доступний 1,4 літровий 68-сильний дизельний двигун. На початку 2007 року вся гама автомобілів Форд Фієста для ринку Північної Америки була оновлена, автомобілі отримали нову прямокутну оптику і нову решітку радіатора. На початку 2010 року автомобіль Фієсту знову обновили, змінивши фари, решітку радіатора та бампери в дусі шостого покоління інтернаціональної Фієсти. Її назва варіюється в залежності від країни під назвою "Fiesta One" вона продається в Аргентині, "Fiesta Move" у Венесуелі, а просто Fiesta в Бразилії.

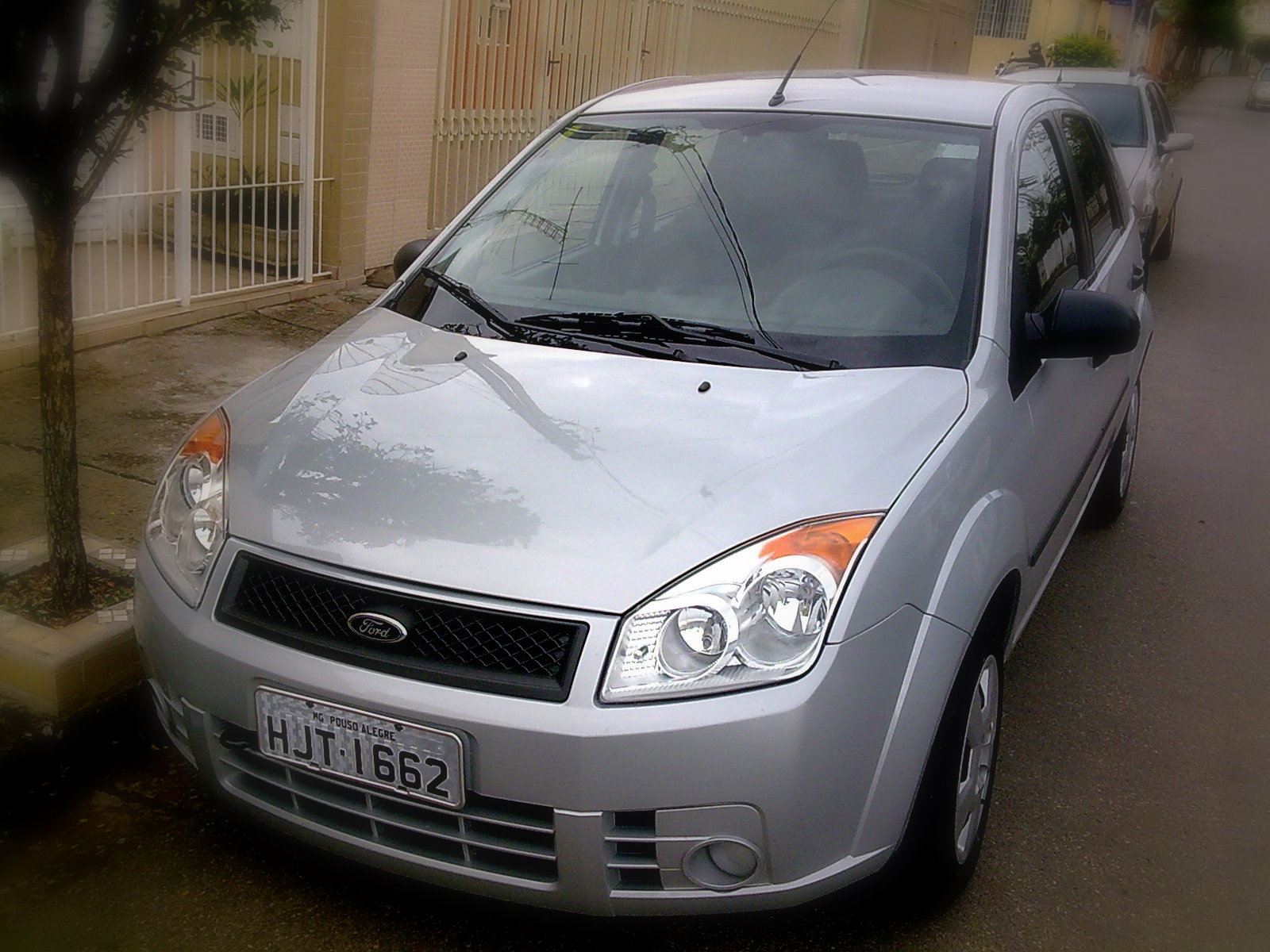
Форд Фієста Хетчбек (Бразилія) (2007-2010)
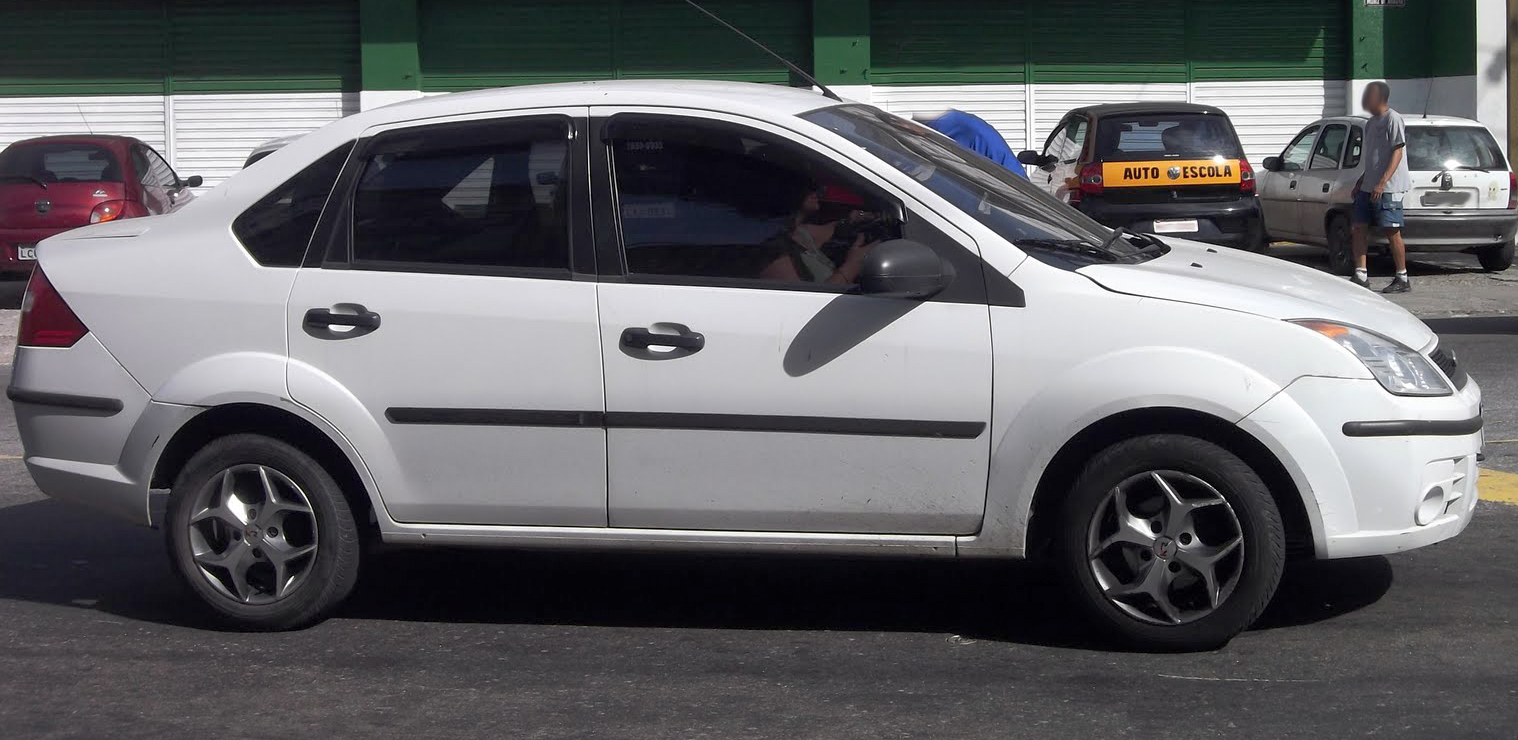
Форд Фієста Седан (Бразилія) (2007-2010)
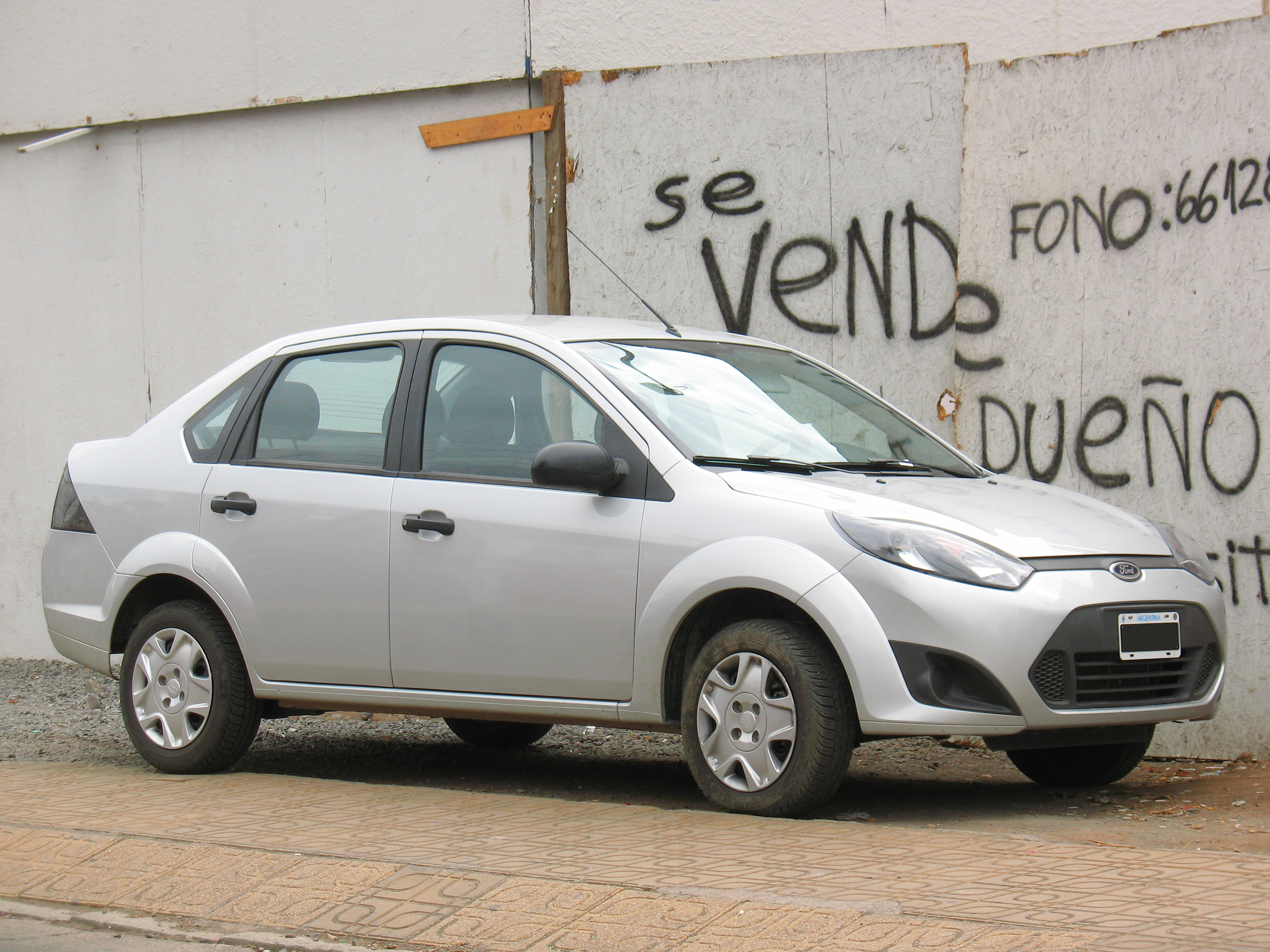
Форд Фієста Седан (Бразилія) (2010-2014)

## Шосте покоління (MkVI; B299/B409; 2008—2019)
Fiesta Mark VI (або Mark VII у Великій Британії) була представлена як концепткар на Франкфуртському автосалоні в вересні 2007 року, та використовує спільну платформу з Mazda2. Автомобіль почав продаватися в Німеччині з кінця жовтня 2008 році, після випуску в продаж у Великій Британії.
Ford Fiesta продається в Європі, у країнах Азії та Північній Америці. На ринок Північної Америки автомобіль вийшов в 2010 році.
Автомобіль збудовано на новій платформі Ford global B став легше на 40 кг, на 10% зросла жорсткість кузова. Підвіски за схемою - цілком прозаїчні для класу (стійки McPherson і напівзалежна балка). Машина виділялася яскравим виглядом і вельми багатими за мірками сегмента опціями (наприклад, кнопкою запуску двигуна, інтерфейсом Bluetooth і USB-портом, регулюванням керма по вильоту і подушкою безпеки для колін водія).
У рух Фієсту приводили кілька «атмосферників» від 1.0 до 1.6 (80-120 к.с.), пізніше з'явилася літрова «турботрійка» Ecoboost (від 100 і аж до 140 сил - на версіях Red Edition і Black Edition), а ще дизелі 1.4 і 1.6 (68-95 к.с.). Однією з важливих новинок моделі став мотор 1.6 Duratec Ti-VCT (115 сил) з системою зміни фаз газорозподілу на впуску.

### Кузови
Ford Fiesta сьомого покоління в кузові 5-ти дверний хетчбек продається у всіх країнах світу крім Індії.
В кузові седан автомобіль продається в Китаї, Індії, інших країнах Азії, Південній і Північній Америці і Австралії.
В кузові в кузові 3-ти дверний хетчбек продається у Європі, Австралії, деяких країнах Азії.

В кузові в кузові 3-ти дверний фургон продається виключно в Європі.

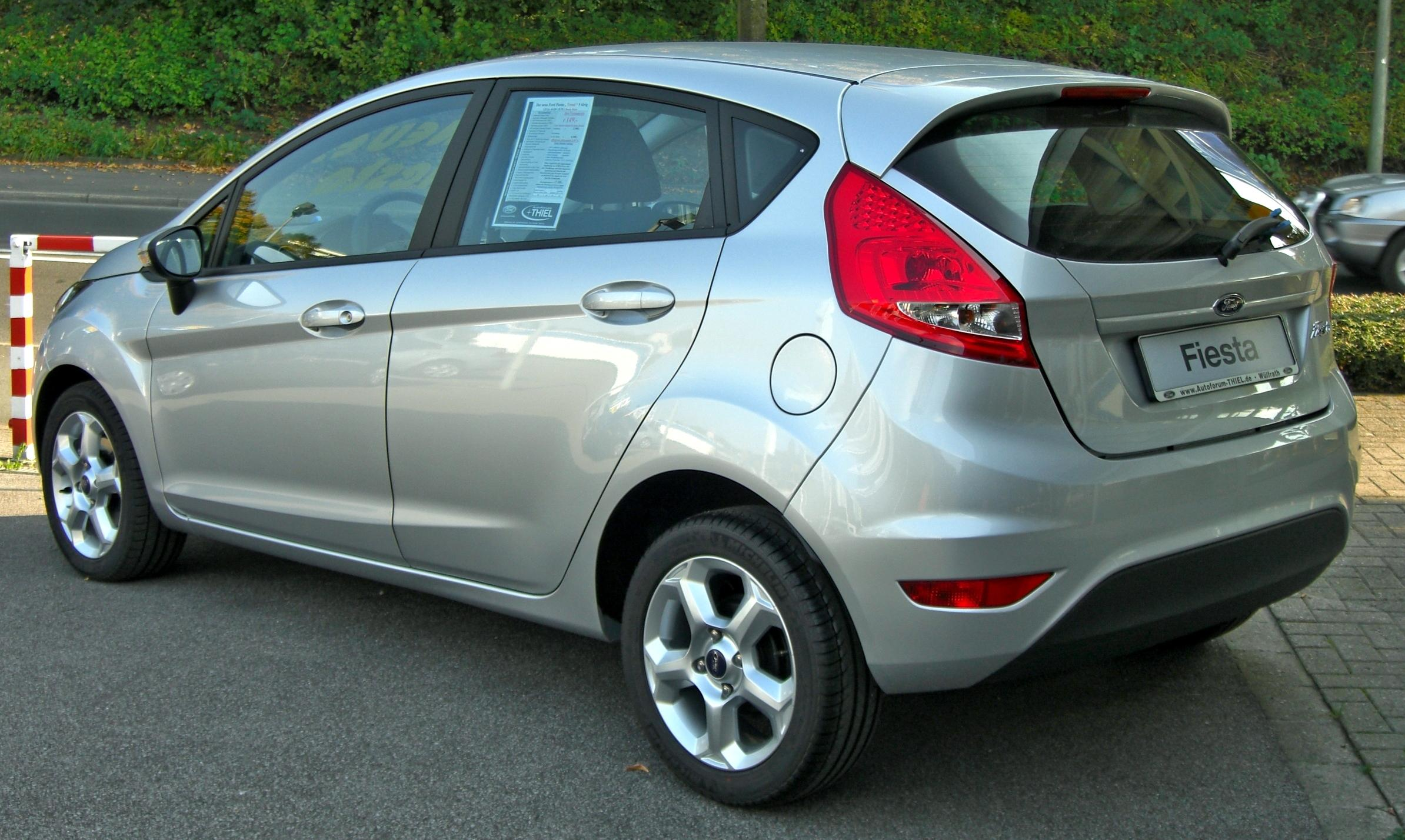
Ford Fiesta Mk6 5 Дв.
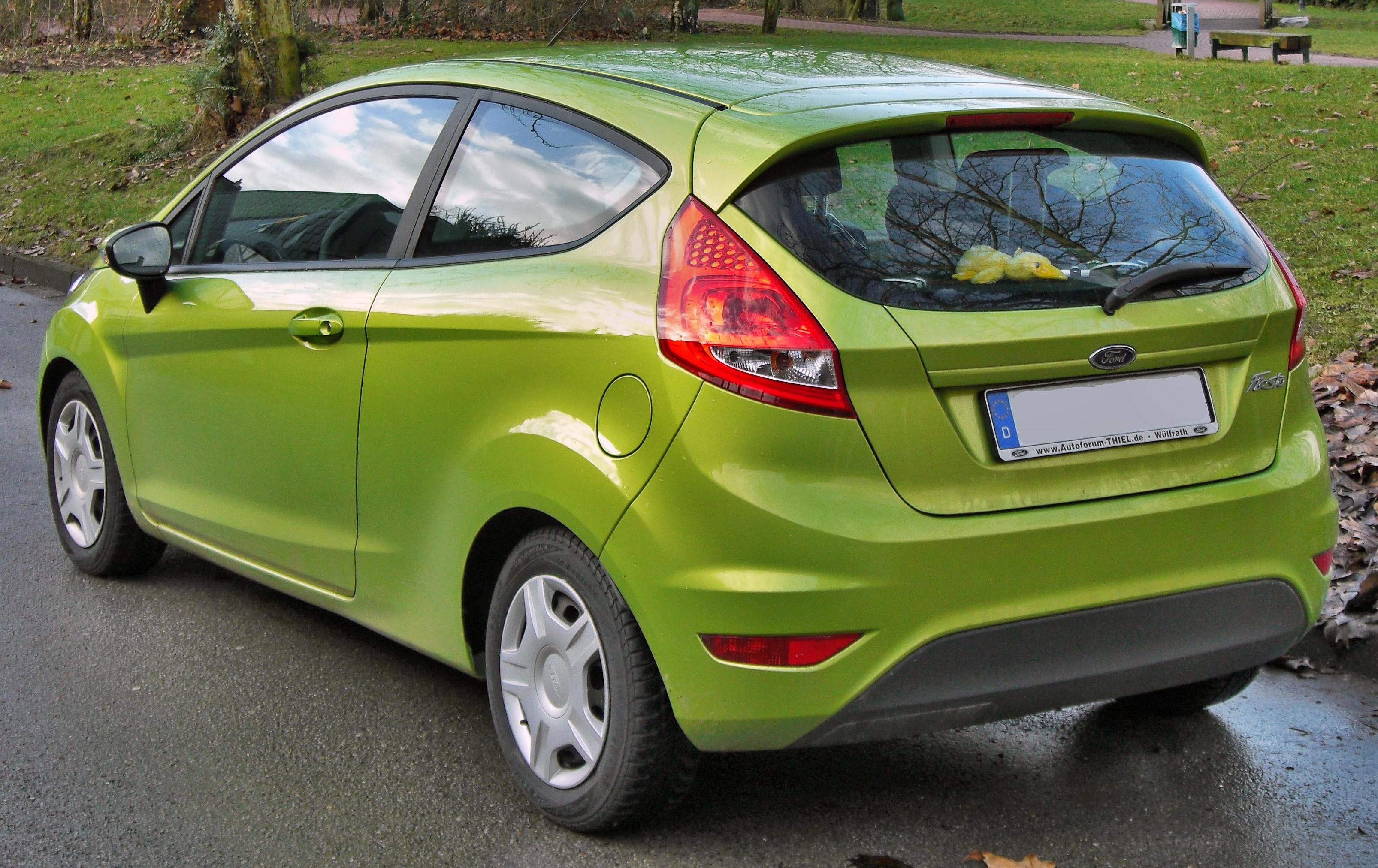
Ford Fiesta Mk6 3 Дв.
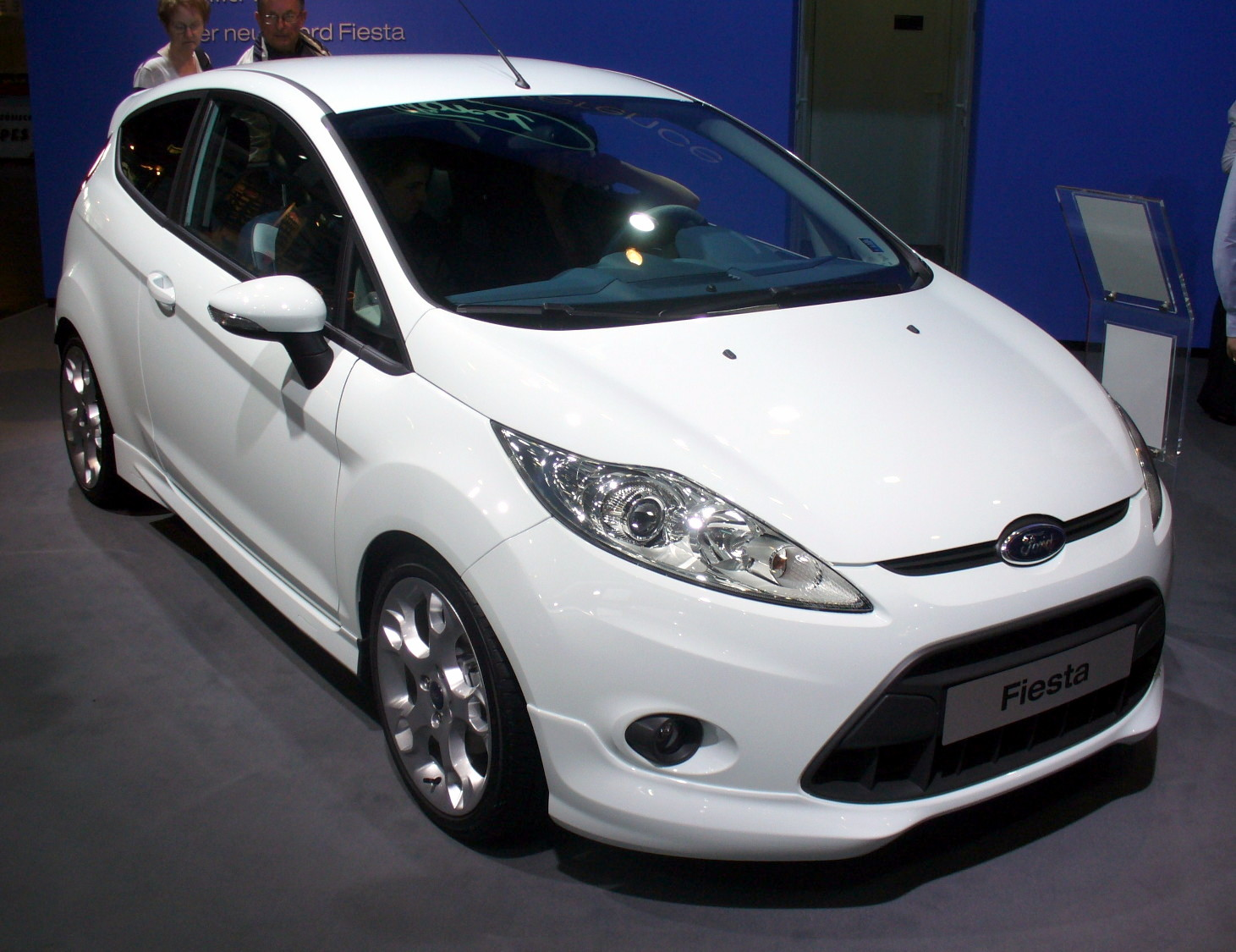
Ford Fiesta Sport (2009–2011)
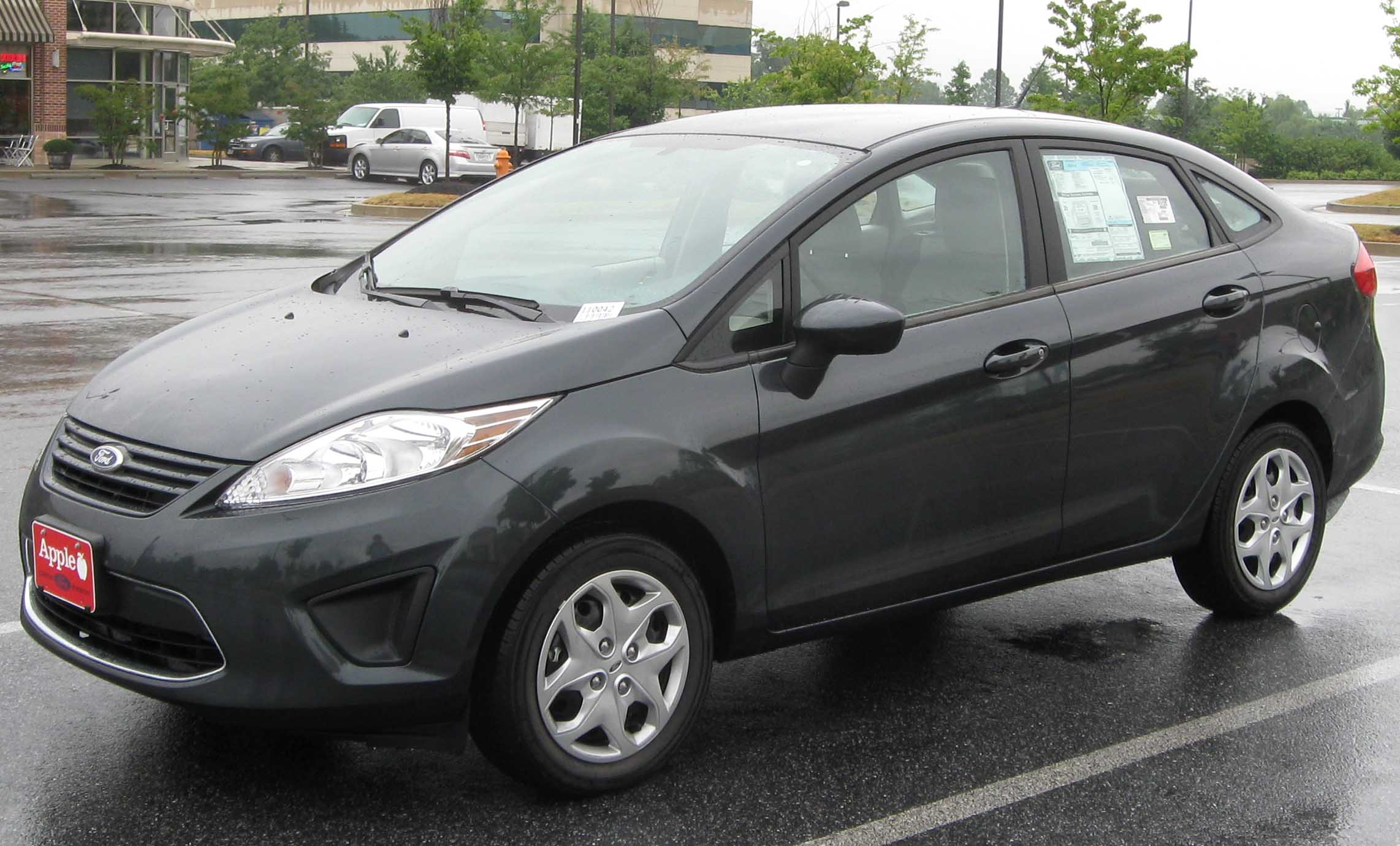
Ford Fiesta Mk6 (для ринку США)
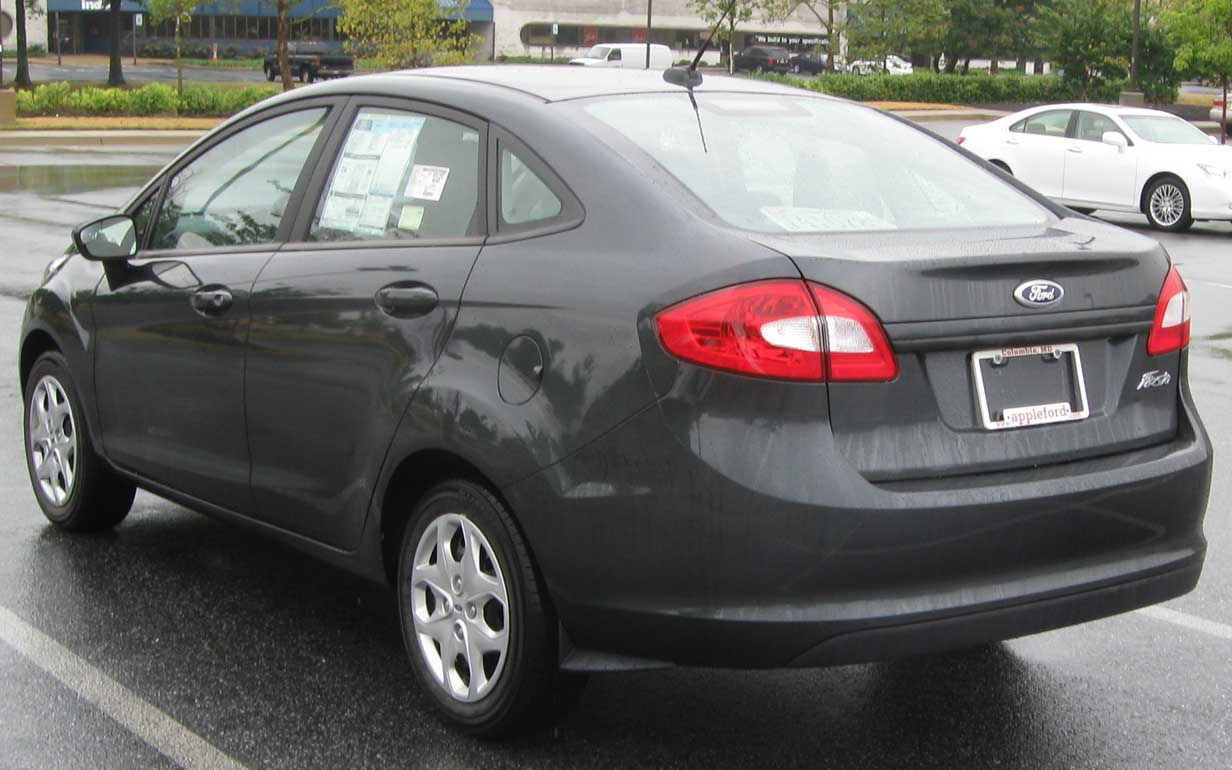
Ford Fiesta Mk6 седан (для ринку США)
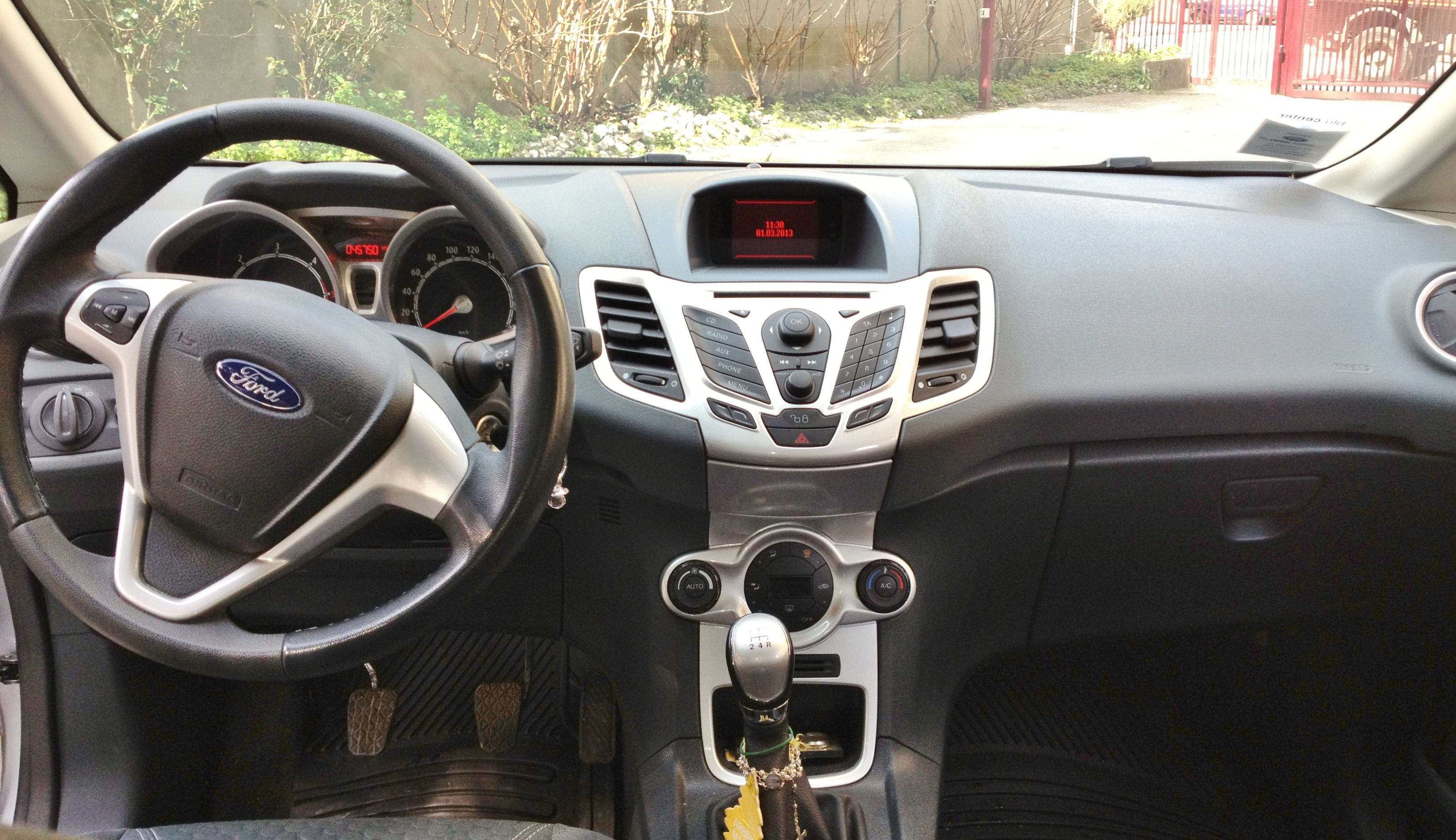
Салон Ford Fiesta Mk6

### Фейсліфт 2013
На Паризькому автосалоні в вересні 2012 року представлена оновлена Ford Fiesta, автомобіль отримав оновлений зовнішній вигляд і оснащення. Продажі в Європі почалися 26 січня 2013 року. Тоді ж представлена спортивна версія Ford Fiesta ST, продажі якої почалися в лютому 2013 року. Fiesta ST оснащена переднім приводом, двигуном 1,6 л EcoBoost потужністю 182 к.с. і 6-ст. МКПП.
У 2016 році сімейство поповнилося 200-сильним варіантом Ford Fiesta ST200.

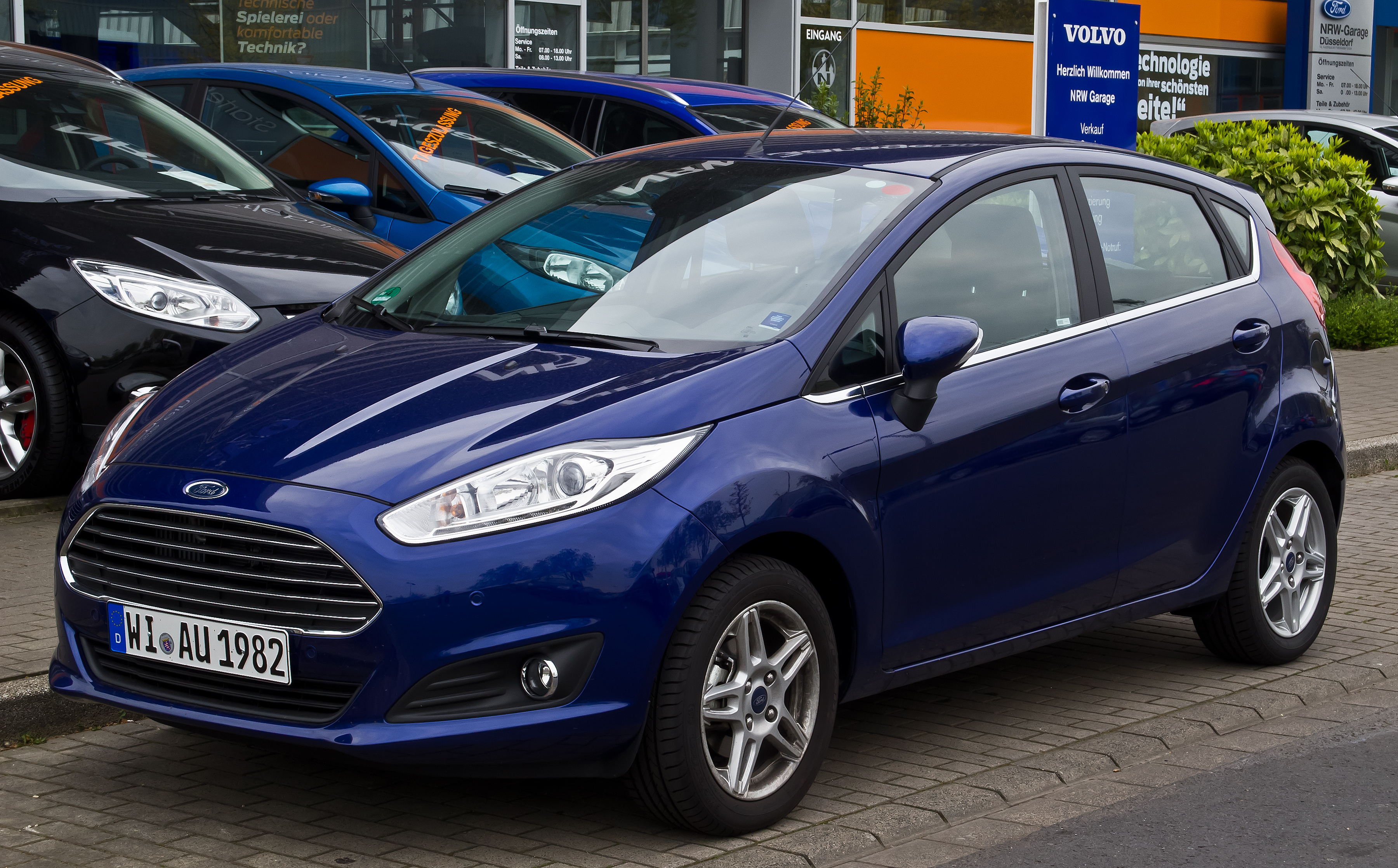
Ford Fiesta Mk6 5 Дв. (2013—2017)
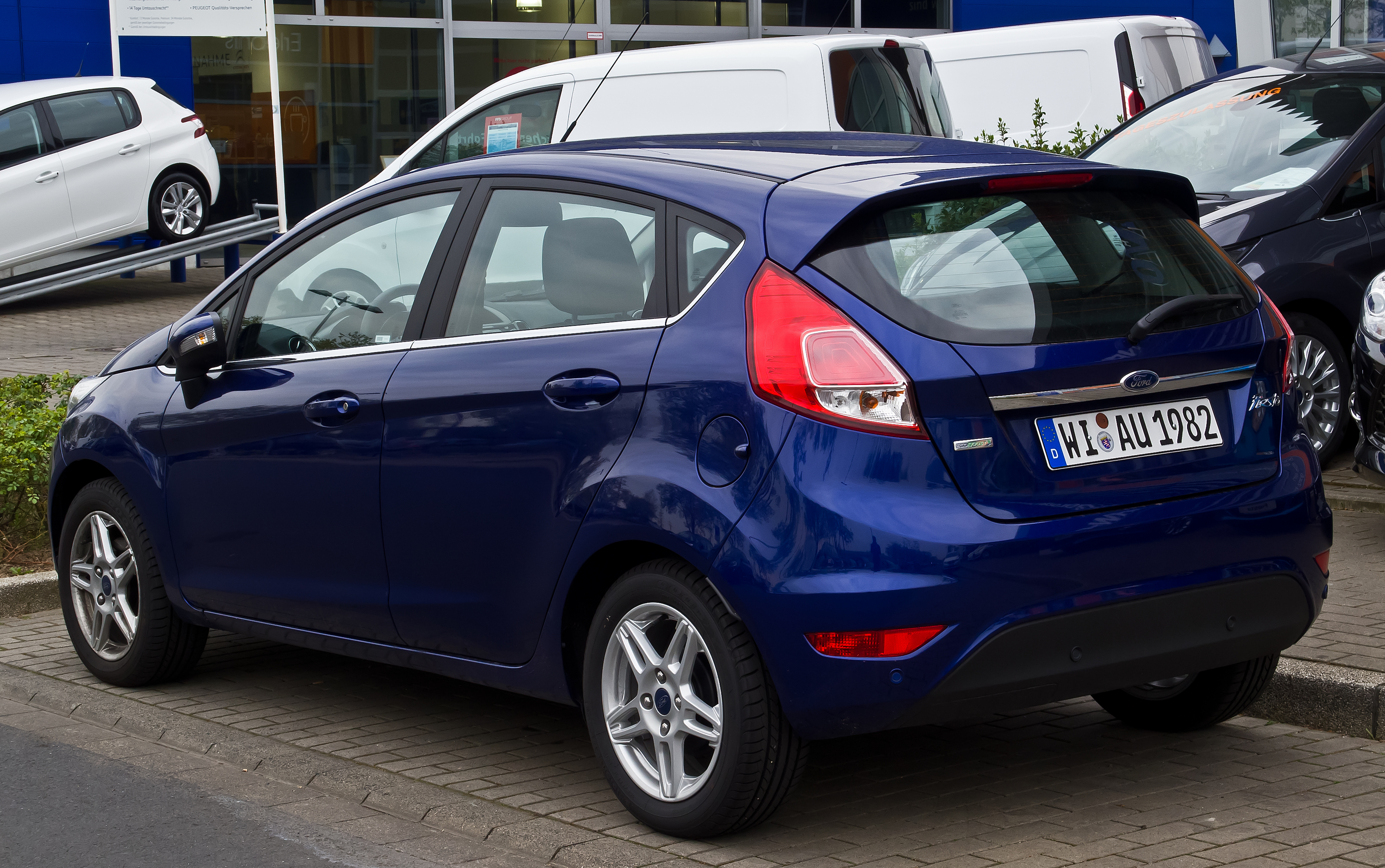
Ford Fiesta Mk6 5 Дв. (2013—2017)
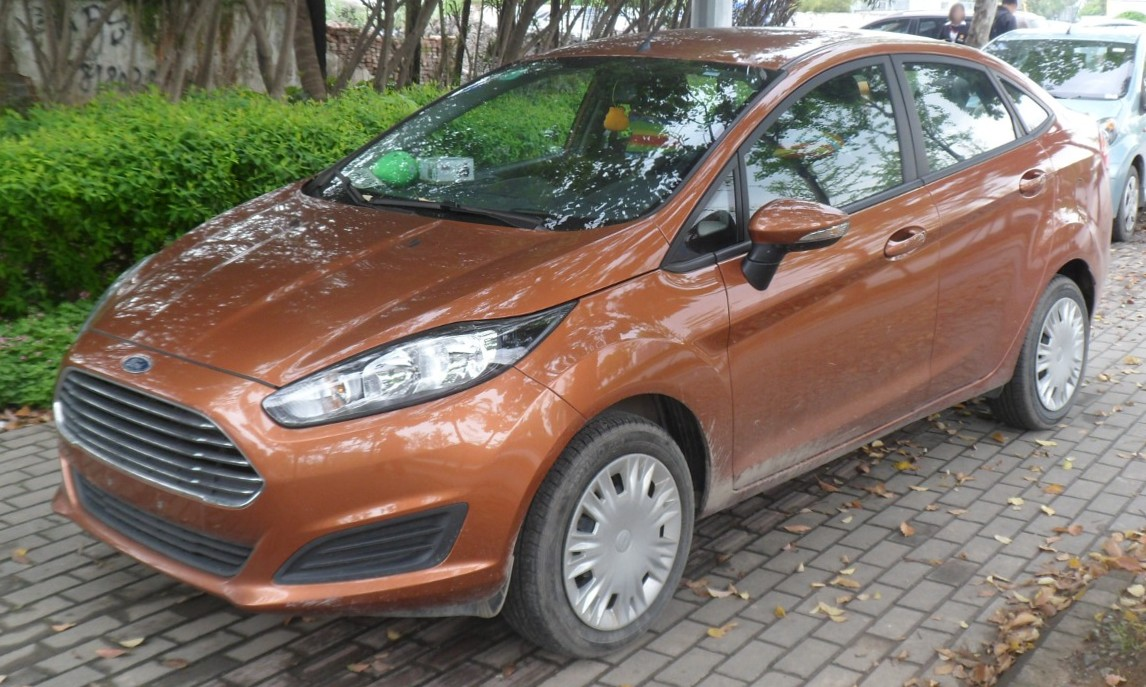
Ford Fiesta Mk6 седан (2013—2017)
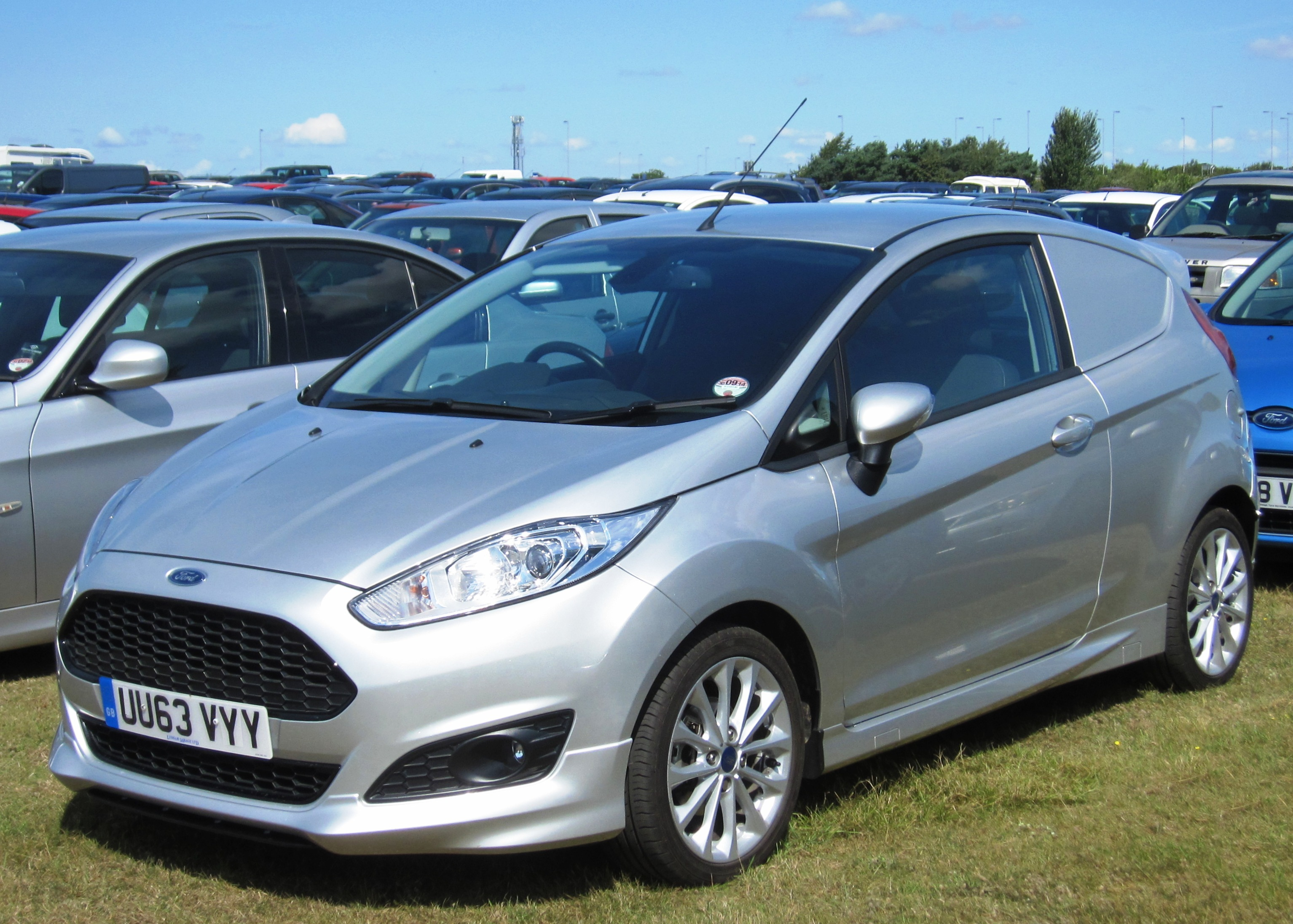
Ford Fiesta van
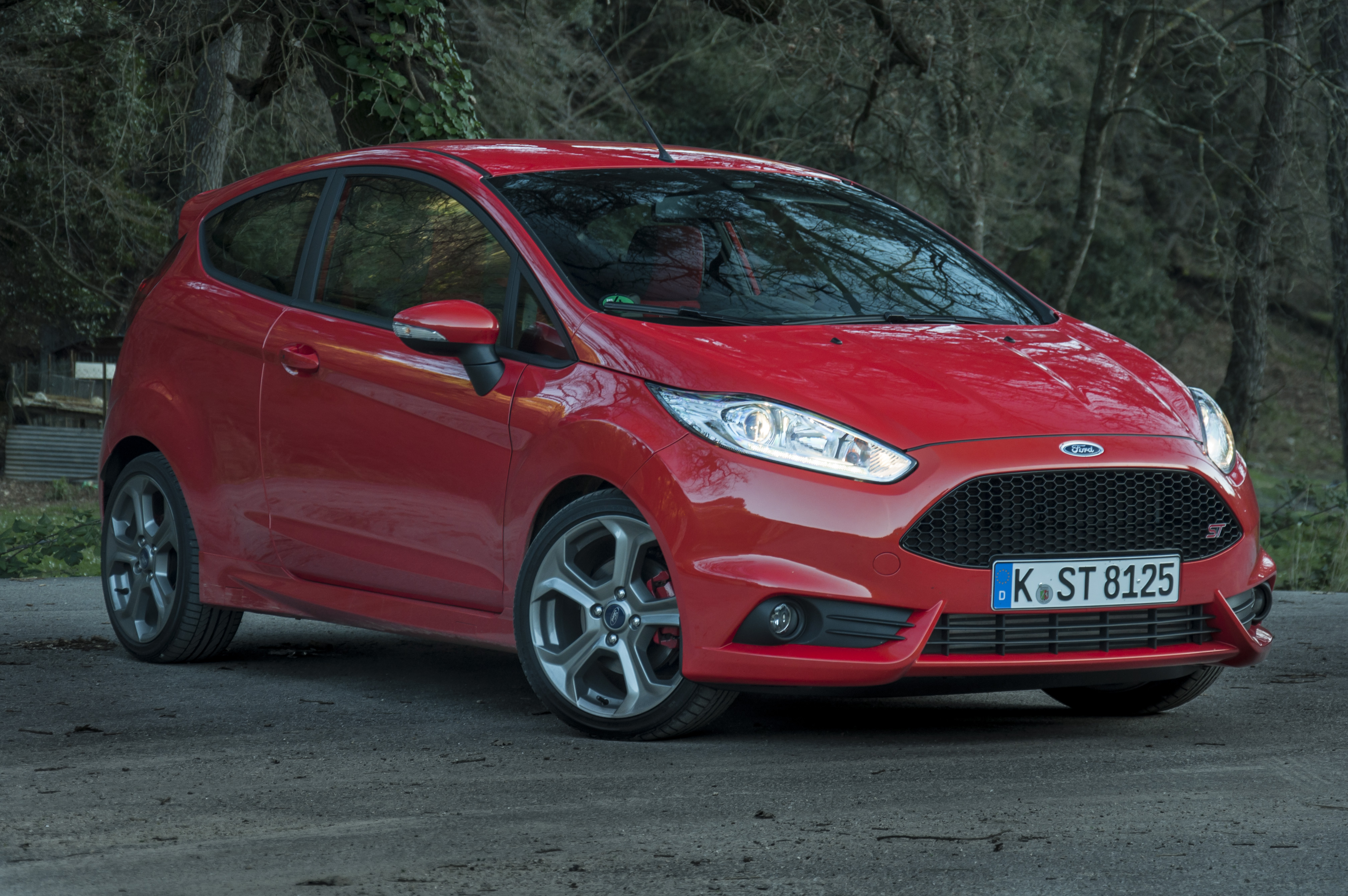
Ford Fiesta ST (2013—2017)

### Фейсліфт 2017 (Південна Америка)
Оскільки Fiesta сьомого покоління не пропонувалася в Латинській Америці, Ford продовжив виробництво Fiesta шостого покоління в Бразилії, представивши друге оновлення в Бразилії та на інших ринках Меркосур у листопаді 2017 року.  
Вперше Fiesta для ринку Меркосур пропонувався з 1,0-літровим двигуном EcoBoost.  Він має новий передній бампер, нові легкосплавні диски, нові фари та світлодіодні задні ліхтарі. 
Він також оснащений оновленою інформаційно-розважальною системою SYNC 3.  Виробництво Fiesta в Бразилії завершилося в лютому 2019 року без будь-якої прямої заміни.

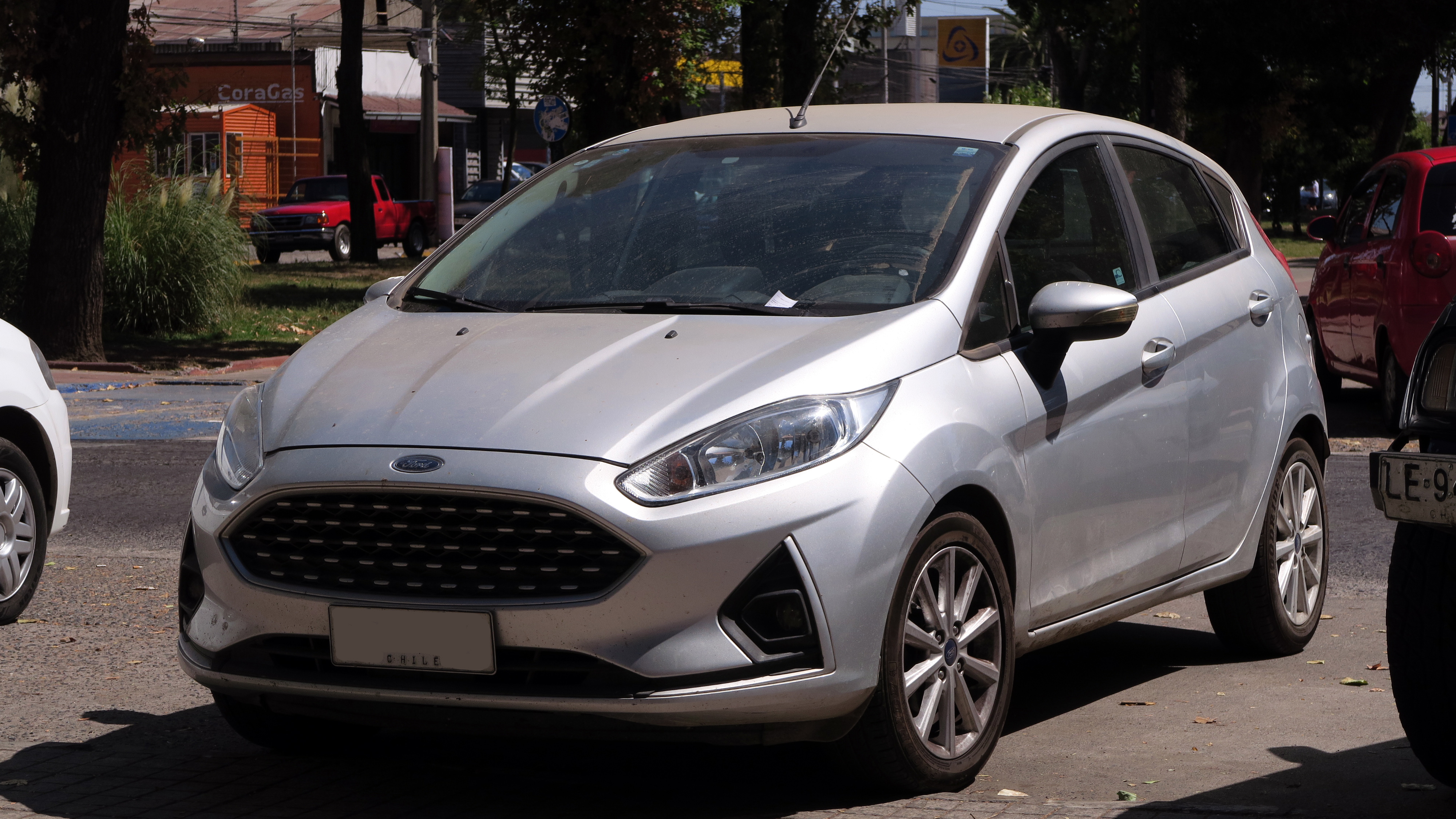
Ford Fiesta Mk6 5 дв. (Південна Америка, 2017—2019)

### Двигуни
Бензинові
- 1.0 л Duratec Ti-VCT І3 80 к.с.
- 1.0 л Ecoboost І3 100/125/140 к.с.
- 1.2 л Sigma І4 60/82 к.с.
- 1.4 л Sigma І4 96 к.с.
- 1.5 л Sigma І4 112 к.с.
- 1.6 л Sigma І4 120 к.с.
- 1.6 л Ecoboost (ST) І4 182 к.с. (ST, 12/2012–04/2017)
- 1.6 л Ecoboost (ST200) І4 215 к.с. (ST200, 06/2016–04/2017)

Дизельні
- 1.4 л DLD-414 І4 68 к.с.
- 1.6 л DLD-416 І4 75/90/95 к.с.

## Сьоме покоління (MkVII; B479; 2017—2023)

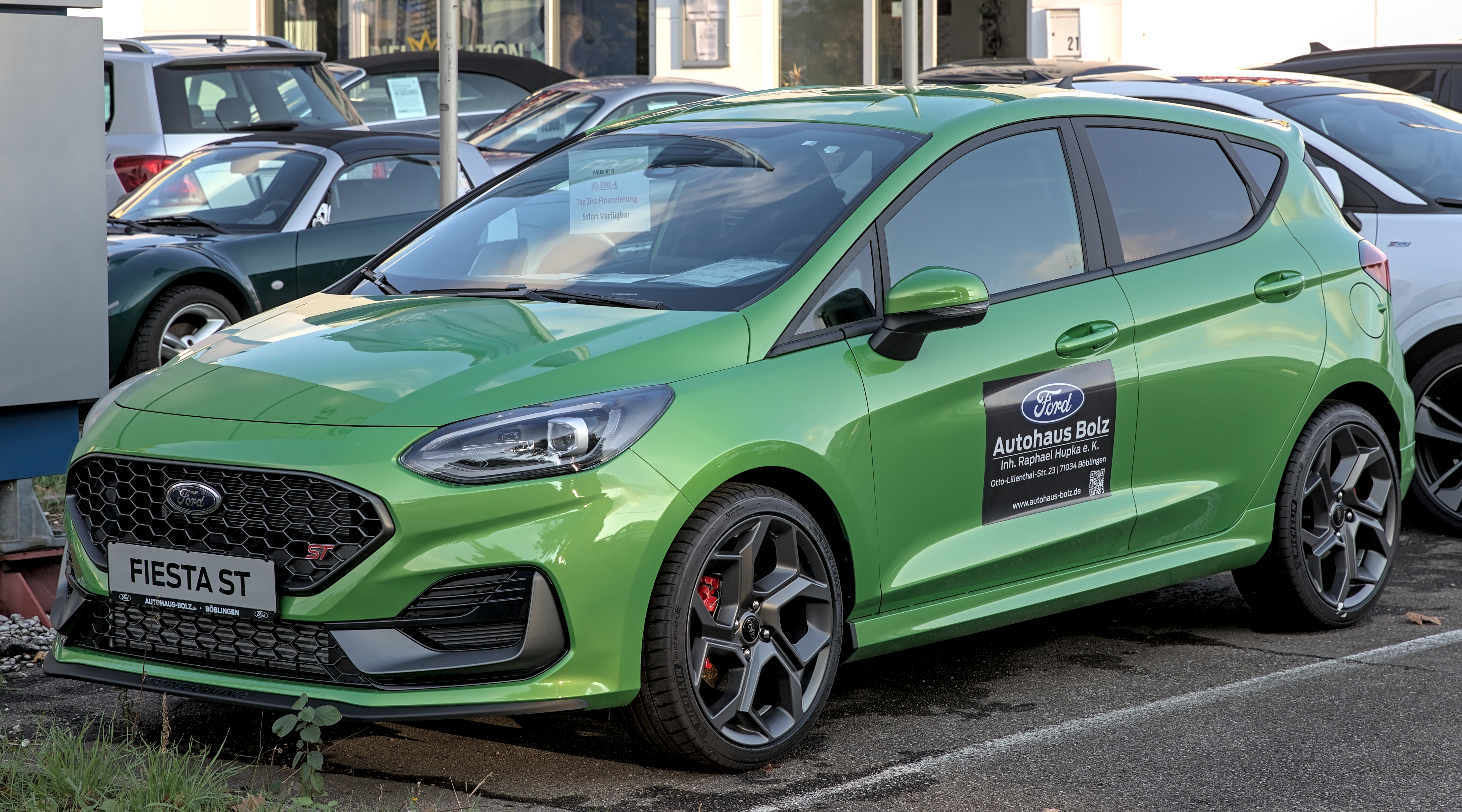
Ford Fiesta ST Mk7 (2022—2023)

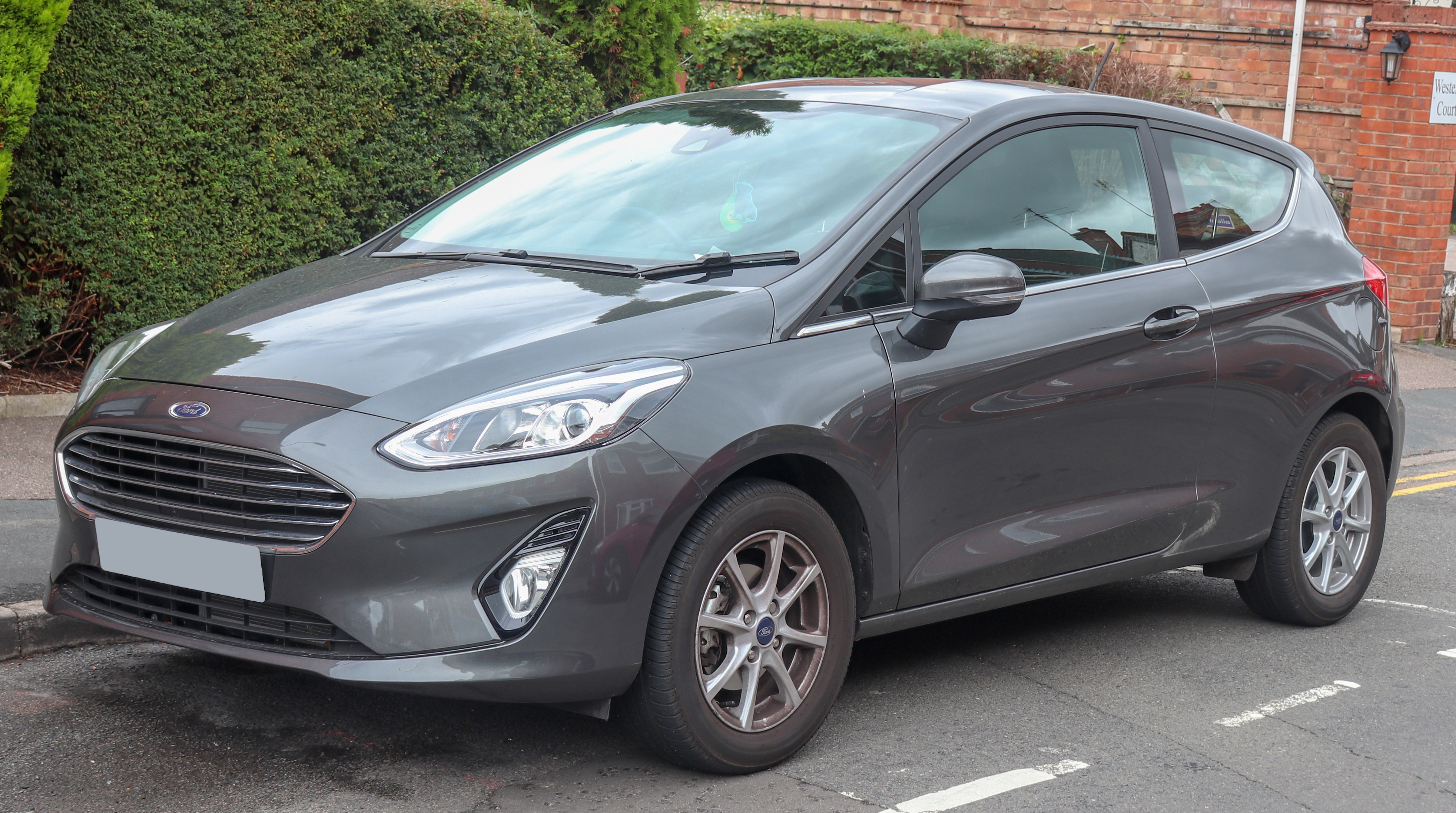
Ford Fiesta 3-дв. Mk7 (2017—2022)

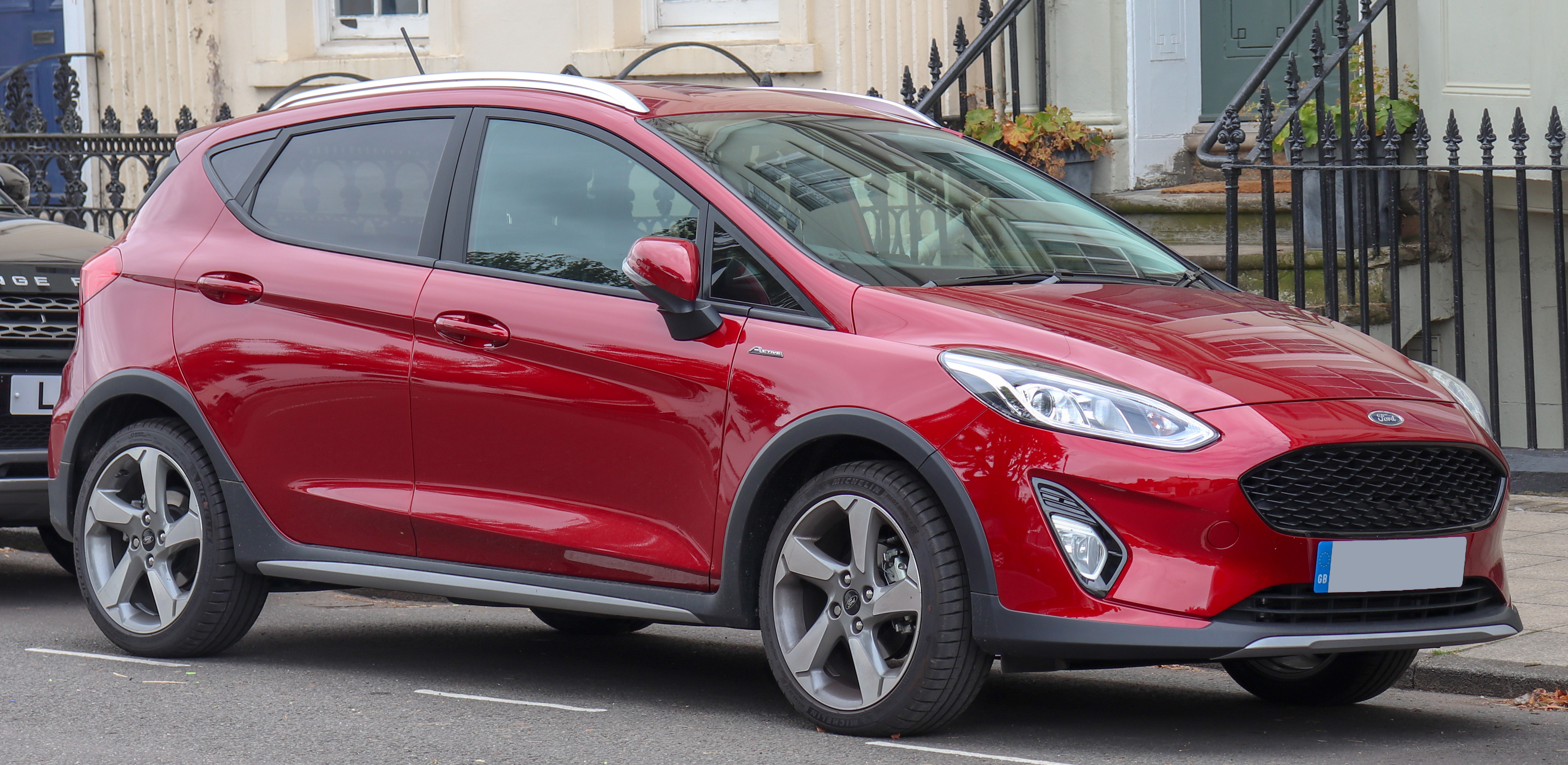
Ford Fiesta Active

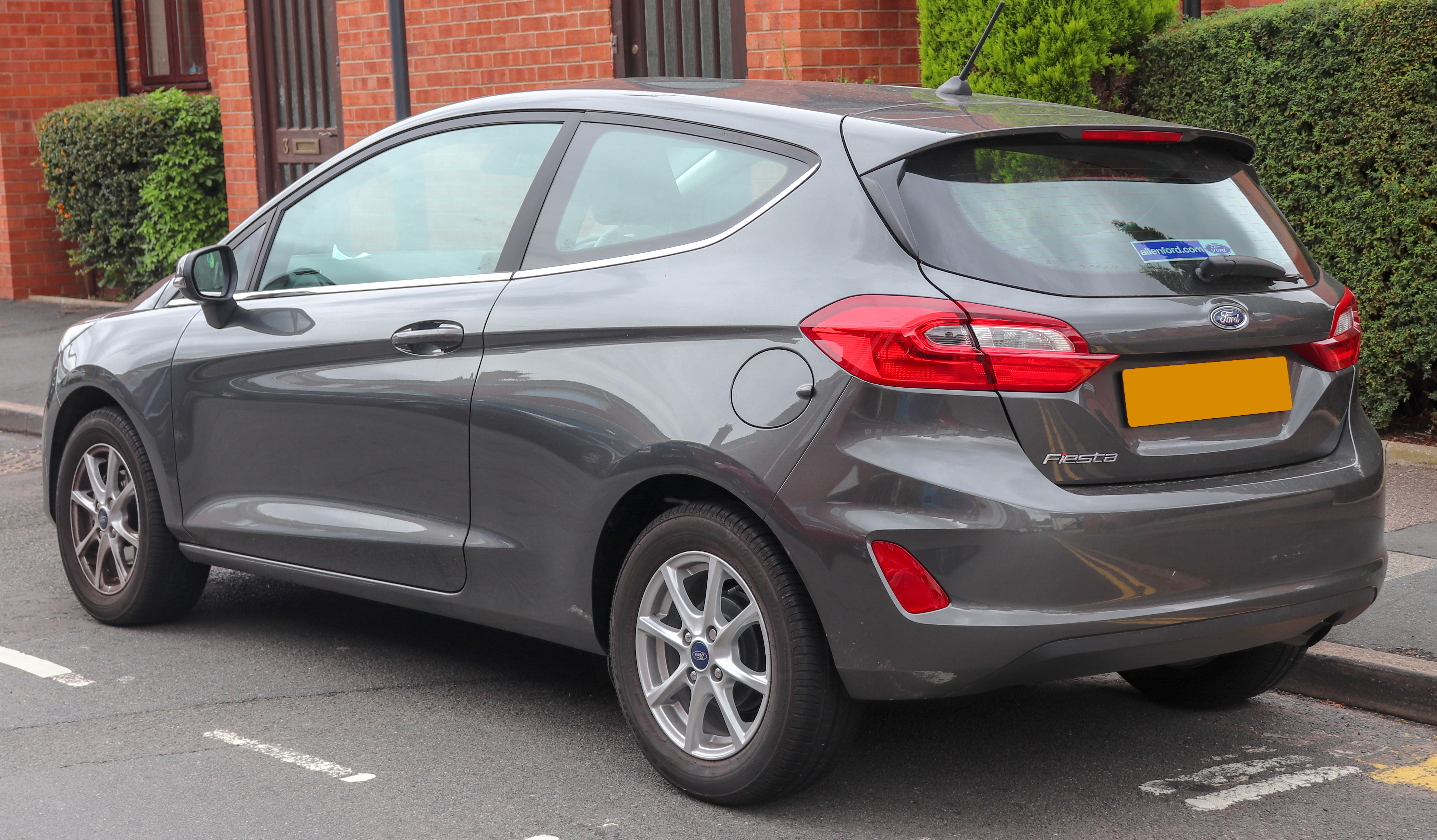
Ford Fiesta 3-дв. Mk7 (2017—2022)

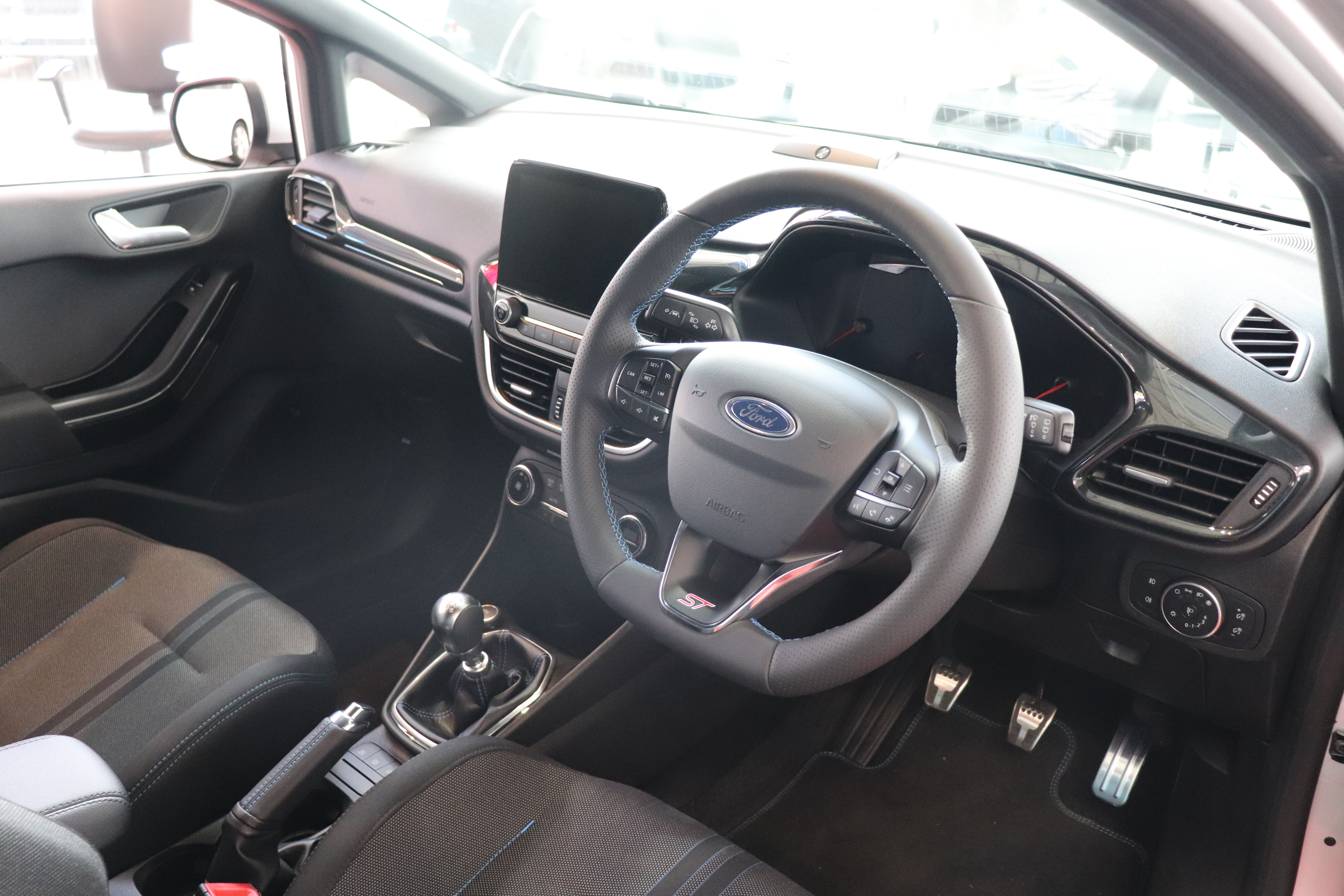
Ford Fiesta 7

29 листопада 2016 року на заході Go Further («ідти далі») на заводі в Кельні було офіційно представлено Fiesta Mark VII (або Mark VIII в UK). Виробництво і поставка почалася в середині 2017 року. Автомобіль не дуже відрізняється від попереднього покоління, але він став більшим і безпечнішим. Також з'являться дві нові версії: Fiesta Active (хетчбек-кросовер) і люкс версія Fiesta Vignale.
Двигуни: бензинові трьохциліндрові: турбодвигун 1.0 EcoBoost потужністю 100, 125, 140 к.с., атмосферний 1.1 на 70 і 85 к.с., а також 1.5 дизель TDCi на 85 і 120 к.с.
Система поліпшення керованості Electronic Torque Vectoring Control забезпечила автівці більш швидке проходження поворотів. Знижено тертя в рульовому механізмі, а в підвісці з'явився більш легкий і жорсткий порожнистий стабілізатор поперечної стійкості. Керованості сприяє і кузов, чия жорсткість на кручення зросла на 15%, і розширена колія (на 30 мм спереду, на 10 мм ззаду). Залежно від версії на авто тепер можуть стояти колісні диски аж до 18 дюймів.
Система автоматичного гальмування тепер бачить на 130 м вперед, в 20 разів далі, ніж у колишньої моделі (за безпеку відповідають дві камери, три радара і 12 ультразвукових сенсорів). Крім того, вона навчилася розпізнавати пішоходів. Моніторинг сліпих зон, помічник руху по смузі, попередження про трафік при ввімкнені заднього ходу, автопаркувальник, що вміє ставити автомобіль і паралельно, і перпендикулярно дорозі, адаптивний круїз-контроль доповнили це поліпшення. На 7% був знижений рівень шуму в салоні і на 8% був скорочений гальмівний шлях (до речі, на автомобілях з двигуном потужніше 100 л.с. задні гальмівні механізми будуть дискові). Ще зворушлива деталь: на прохання власників колишніх машин на 13% зросла зона очищення склоочисників.
У Fiesta Active в активі не тільки пластиковий обвіс і рейлінги на даху, але і збільшений кліренс.
Мультимедійна система Sync 3 отримала сенсорний екран з високою роздільною здатністю з діагоналлю вісім дюймів (в початкових версіях 6,5). Ще модель стала першим Фордом, який пропонує преміальну аудіосистему B & O PLAY (10 динаміків, включаючи сабвуфер, 675 Вт).

### Двигуни
Бензинові:
- 1.1 л І3 70 к.с.
- 1.1 л І3 85 к.с.
- 1.0 л EcoBoost І3 100 к.с.
- 1.0 л EcoBoost І3 125 к.с.
- 1.0 л EcoBoost І3 140 к.с.
- 1.5 л EcoBoost І3 200 к.с. (ST, з 11/2021)

Дизельні:
- 1.5 л TDCi І4 85 к.с.
- 1.5 л TDCi І4 120 к.с.

## Ралійний Ford Fiesta S2000

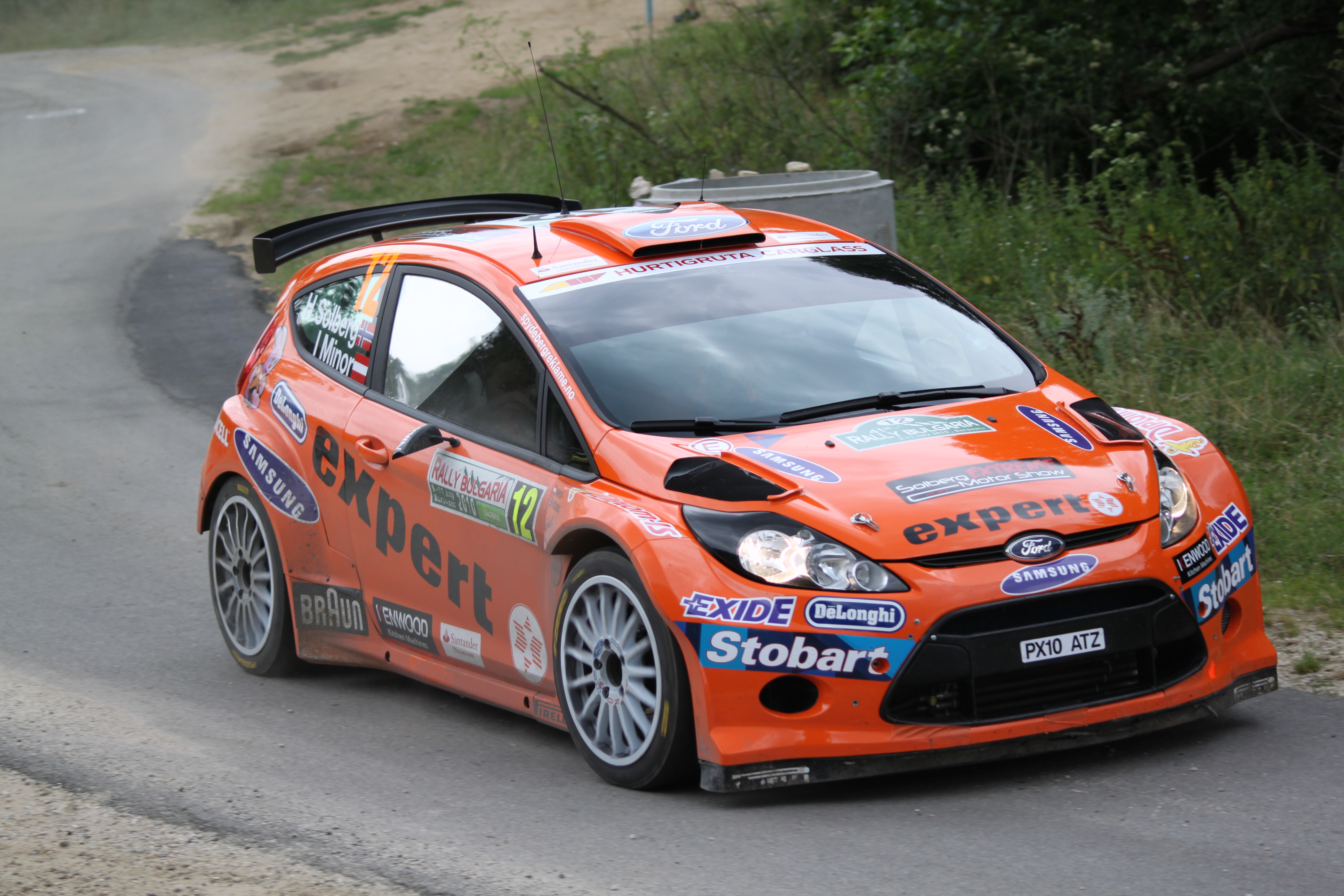
Ford Fiesta S2000 на ралі Болгарії 2010

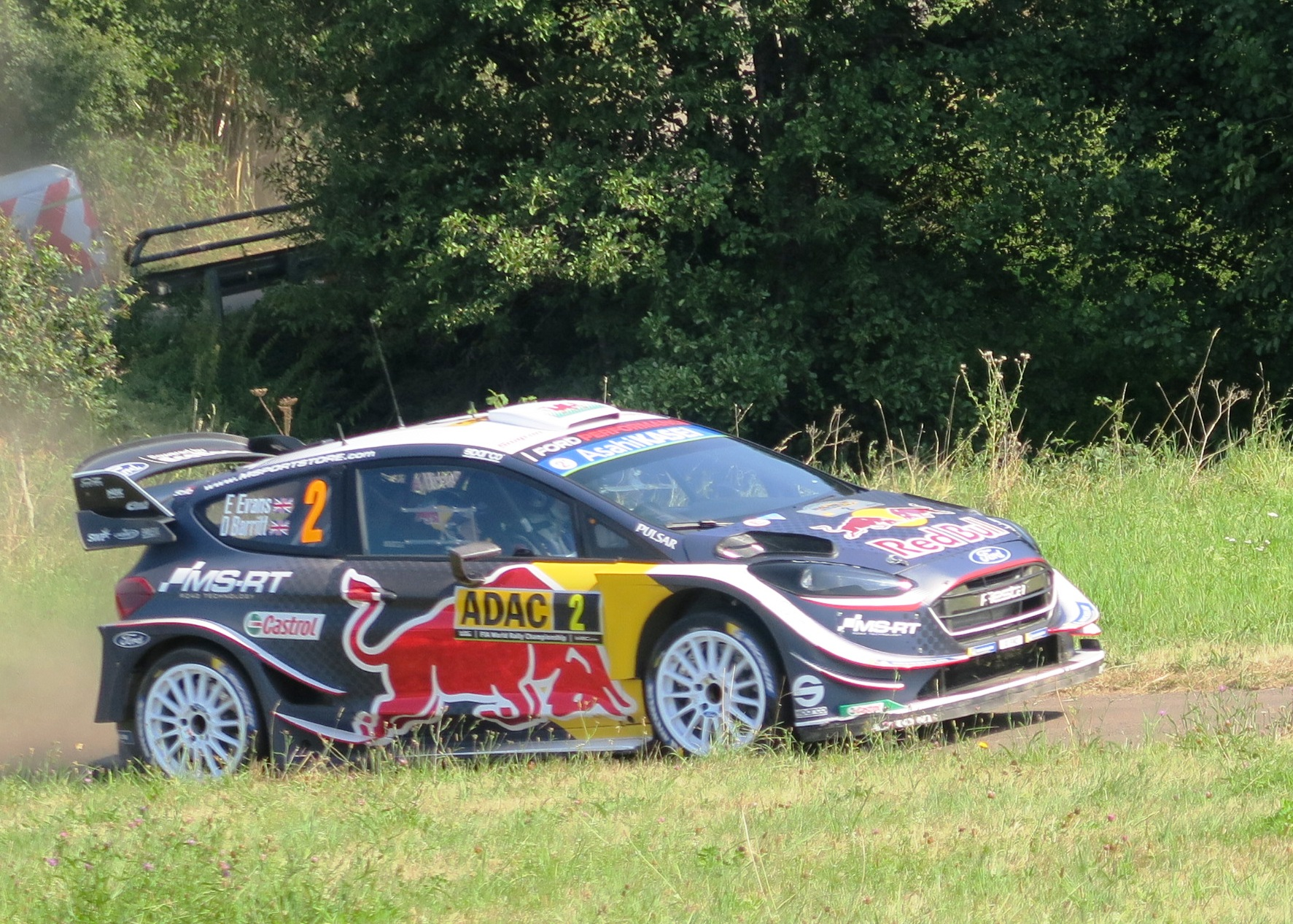
Ford Fiesta WRC 2018

Fiesta S2000 - перший, побудований в M-Sport на базі серійного хетчбека Ford Fiesta ралійний автомобіль міжнародного класу, який здатний брати участь в національних ралійних чемпіонатах по всьому світу, включаючи інтерконтинентальний серію IRC і чемпіонат S2000 World Cup.
Продовжуючи добру традицію тісної співпраці з Ford, в процесі спорудження цього швидкісного, з агресивним виглядом, ралійного автомобіля компанія M-Sport працювала разом з технічним директором Ford Motorsport Майком Нортоном (Mike Norton) і невеликою командою дизайнерів, яка свого часу створила динамічний дизайн дорожньої Fiesta.
У процесі розробки ралійної Fiesta S2000 фахівці з M-Sport використали багатющий технічний досвід, отриманий під час створення знаменитого Ford Focus RS WRC, і всі доступні на сьогоднішній день технологічні удосконалення, не виходячи, проте, за рамки нового Спортивного регламенту FIA. Це дозволить замовникам даного ралійного дива заявляти його як на національному, так і на міжнародному рівні.
Fiesta S2000 стоїть першою в довгому ряду ралійних автомобілів, що з'явилися на спортивному небосхилі в результаті успішного співробітництва між M-Sport і Ford, починаючи в 1990 році з Escort Cosworth і закінчуючи, до недавнього часу, Ford Focus RS WRC і Ford Fiesta ST.
Її презентація відбулася незабаром після представлення надзвичайно вдалою 2WD Fiesta R2 на початку 2009 року і вже встигла здобути кілька блискучих перемог в європейських ралі.
Поява Fiesta S2000 означає, що професійний тандем компаній Ford і M-Sport може запропонувати і пропонує раллійним гонщикам весь спектр можливостей для успішного професійного зростання.
У 2010 році цей автомобіль брав участь в WRC, IRC, а також деяких інших ралійних чемпіонатах регіонального значення.

## Ювілей 30 років
З нагоди тридцятої річниці автомобіля, компанія Форд зазначила, що автомобіль розійшовся тиражем понад 12 млн штук .

### Статистика продажів
| Рік  | Кількість штук | Рік  | Кількість штук | Рік  | Кількість штук |
| ---- | -------------- | ---- | -------------- | ---- | -------------- |
| 1976 | 67.172         | 1986 | 366.343        | 1996 | 602.964        |
| 1977 | 312.839        | 1987 | 393.861        | 1997 | 484.943        |
| 1978 | 349.104        | 1988 | 388.703        | 1998 | 441.677        |
| 1979 | 355.744        | 1989 | 482.841        | 1999 | 346.739        |
| 1980 | 366.560        | 1990 | 618.361        | 2000 | 311.118        |
| 1981 | 353.177        | 1991 | 624.186        | 2001 | 275.989        |
| 1982 | 345.755        | 1992 | 648.781        | 2002 | 306.244        |
| 1983 | 341.639        | 1993 | 502.048        | 2003 | 324.978        |
| 1984 | 367.151        | 1994 | 548.046        | 2004 | 345.213        |
| 1985 | 346.978        | 1995 | 540.052        | 2005 | 358.931        |

### Продажі в країнах  Європи
| Країна (10 найкращих) | Кількість штук |
| --------------------- | -------------- |
| Велика Британія       | 3.295.379      |
| Німеччина             | 2.323.594      |
| Італія                | 1.947.220      |
| Франція               | 1,475,172      |
| Іспанія               | 1.162.091      |
| Бельгія/Люксембург    | 318.809        |
| Нідерланди            | 233.621        |
| Португалія            | 216.514        |
| Ірландія              | 166.741        |
| Австрія               | 117.816        |